# Симпсоны
«Си́мпсоны» (англ. The Simpsons) — американский анимационный ситком, созданный Мэттом Грейнингом для Fox Broadcasting Company. Мультсериал представляет собой сатирическое изображение американской жизни, воплощённое семьёй Симпсонов, состоящей из Гомера, Мардж, Барта, Лизы и Мэгги. Действие происходит в вымышленном городе Спрингфилд, образ которого высмеивает общество, западную культуру, телевидение и человеческую ситуацию.
Семья была задумана Грейнингом незадолго до того, как он был приглашён на серию анимационных короткометражных фильмов с продюсером Джеймсом Л. Бруксом. Он создал неблагополучную семью и назвал персонажей в честь членов своей семьи, заменив Барта своим собственным именем; он посчитал, что «Симпсон» — забавное имя, потому что оно напоминает англ. simpleton — «простак». 19 апреля 1987 года короткометражки стали частью шоу Трейси Ульман. После трёх сезонов скетч был переработан в получасовое шоу прайм-тайм и стало первым сериалом Fox, который попал в топ-30 рейтингов в сезоне (1989—1990).
С момента дебюта 17 декабря 1989 года было показано более 750 серий. Это самый продолжительный американский анимационный сериал, ситком и сериал в прайм-тайм как с точки зрения сезонов, так и количества эпизодов. Полнометражный мультфильм «Симпсоны в кино» был выпущен 27 июля 2007 года и стал успешным в отношении критики и продаж, а продолжение, по состоянию на 2025 год, находится в разработке. Сериал также породил многочисленные серии комиксов, игры, книги и другие связанные с ними средства массовой информации, а также индустрию мерчандайзинга на миллиард долларов. «Симпсоны» — совместный сериал Gracie Films и 20th Television.
26 января 2023 года сериал был продлён до 2025 года на 35-й и 36-й сезоны. Оба сезона содержат в общей сложности 51 серию. Семь из этих серий являются остатками 34 сезона, в то время как остальные 44 выйдут в производственном цикле предстоящих сезонов, в результате чего общее количество серий составит 801. Премьера 36-го сезона состоялась 29 сентября 2024 года.
2 апреля 2025 года сериал был продлён на четыре сезона, в каждом из которых будет 17 серий, то есть до 869 серии включительно.
Мультсериал получил широкое признание на протяжении всех своих ранних сезонов в 1990-х годах, которые обычно считаются их «золотым веком». С тех пор его критиковали за предполагаемое снижение качества. Журнал Time назвал его лучшим телесериалом XX века, а Эрик Адамс из The A.V. Club назвал его «венчательным достижением телевидения независимо от формата». 14 января 2000 года семья Симпсонов была удостоена звезды на Голливудской «Аллее Славы». Он получил десятки наград с момента своего дебюта, в том числе 37 прайм-таймовых премий «Эмми», 34 премии «Энни» и 2 премии Пибоди. Восклицательная фраза Гомера «D’oh!» была добавлена в английский язык, в то время как мультсериал повлиял на многие другие более поздние анимационные ситкомы для взрослых.

## Предпосылка

### Персонажи
Главные герои — семья Симпсонов, которые живут в вымышленном городе Спрингфилде, «Средняя Америка». Гомер, отец, работает инспектором по безопасности на Спрингфилдской атомной электростанции, что противоречит его небрежной, шутливой личности. Он женат на Мардж (в девичестве Бувье), стереотипной американской домохозяйке и матери. У них трое детей: Барт, десятилетний нарушитель спокойствия и шутник; Лиза, не по годам развитая восьмилетняя активистка; и Мэгги, ребёнок, который редко говорит, но общается, сося пустышку. Хотя семья неблагополучна, многие серии изучают их отношения и связи друг с другом, и часто показывают, что они заботятся друг о друге. Отец Гомера, Абрахам Симпсон, живёт в доме для пенсионеров Спрингфилда после того, как Гомер заставил его продать свой дом, чтобы его семья могла купить его. У Абрахама были главные роли в нескольких эпизодах.
У семьи также есть собака, Маленький Помощник Санты, и кошка, Снежок II, которую заменила кошка, также называемая Снежок II в серии «I, (Annoyed Grunt)-Bot». Оба питомца сыграли главные роли в нескольких эпизодах.

В мультсериале множество второстепенных и третичных персонажей.

Сериал включает в себя множество персонажей второго плана, в том числе коллег Гомера (также друзей) Ленни Леонарда и Карла Карлсона, директора школы Сеймура Скиннера и учителей Эдна Крабаппл, Элизабет Гувер, Дьюи Ларго, соседа Неда Фландерса, друзей Барни Гамбла, Апу Нахасапимапетилона, Мо Сизлака, Милхауса Ван Хутена, Нельсона Манца, Ральфа Виггама, Отто Манна, Пэтти и Сельмы Бувье, мэра Куимби, шефа Клэнси Виггама, продавца комиксов, профессора Фринка, доктора Джулиуса Хибберта, доктора Ника Ривьера, садовника Вилли, Гила Гундерсона, преподобного Тимоти Лавджоя, адвоката Лайнела Хатца, местных знаменитостей клоуна Красти, Человека-шмеля, Троя Макклюра, Щекотки и Царапки, репортёра новостей Кента Брокмана и преступника желающего убить Барта Сайдшоу Боба, а также магната Чарльза Монтгомери Бёрнса, который часто выступает в качестве антагониста сериала, и его помощника Вэйлона Смитерса.
Первоначально создатели намеревались, чтобы многие из этих персонажей были одноразовыми шутками или для выполнения необходимых функций в городе. Некоторые из них получили расширенные роли и впоследствии появились в собственных сериях. По словам Мэтта Грейнинга, мультсериал принял концепцию большого актёрского состава второго плана из комедийного шоу SCTV.

### Непрерывность и плавающая временная линия
Несмотря на изображение ежегодных вех, таких как праздники или дни рождения, персонажи не стареют между сериями (ни физически, ни в указанном возрасте) и обычно появляются так же, как и в начале сериала. В сериале используется плавающая временная линия, в которой действие серии обычно происходит в год выхода серии, даже если персонажи не стареют. Флешбэки и флешфорварды иногда изображают персонажей в другие моменты их жизни, при этом временная линия этих изображений также обычно плавает относительно года выхода серии. Например, в серии «I Married Marge» Барт (которому всегда 10 лет), похоже, родился в 1980 или 1981 году. Но в серии «And Maggie Makes Three» Мэгги (которой всегда кажется около 1 года), похоже, родилась в 1993 или 1994 году. В серии «Lisa’s First Word» Лиза (которой всегда 8 лет) родилась в 1984 году.
Канон сериала действительно существует, хотя серии Treehouse of Horror и любая вымышленная история, рассказанная в сериале, как правило, неканонические. Однако преемственность непоследовательна и ограничена в «Симпсонах». Например, клоун Красти может читать в одной серии, но не в другой. Тем не менее постоянно изображается, что он — еврей и что его отец-раввин умер. Уроки, извлечённые семьей в одной серии, могут быть забыты в следующей. Некоторыми примерами ограниченной преемственности являются появление Сайдшоу Боба, где Барт и Лиза возвращаются ко всем преступлениям, которые он совершил в Спрингфилде, или когда персонажи пытаются вспомнить то, что произошло в предыдущих сериях.

### Место действия
Действие происходит в вымышленном американском городе под названием Спрингфилд. Хотя в Америке есть много реальных поселений под названием Спрингфилд, это вымышленное. Штат, в котором он находится, не установлен. На самом деле, сериал намеренно уклоняется в отношении местоположения Спрингфилда. География Спрингфилда и его окрестностей противоречива: от одной серии к другой в нём могут быть береговые линии, пустыни, обширные сельскохозяйственные угодья, горы или всё, что требуется для сюжета или шутки. Грейнинг сказал, что Спрингфилд имеет много общего с Портлендом, штат Орегон, городом, где он вырос. Грейнинг сказал, что назвал его в честь Спрингфилда, штат Орегон, и вымышленного Спрингфилда, который был местом действия сериала «Отец знает лучше всего». Он «выяснил, что Спрингфилд был одним из самых распространённых названий города в США. В ожидании успеха сериала я подумал: „Это будет круто; все подумают, что это их Спрингфилд“. И они это делают».

## Производство

### Разработка

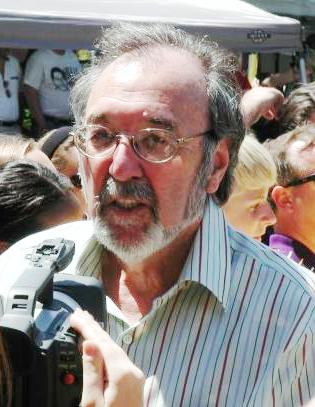
Джеймс Л. Брукс попросил Мэтта Грейнинга создать серию анимационных короткометражных фильмов для «Шоу Трейси Ульман»

Когда продюсер Джеймс Л. Брукс работал над «Шоу Трейси Ульман», он решил включить небольшие анимационные зарисовки до и после рекламных перерывов. Увидев один из комиксов карикатуриста Мэтта Грейнинга «Жизнь в аду», Брукс попросил Грейнинга предложить идею для серии анимационных короткометражек. Грейнинг изначально намеревался представить анимационную версию серии «Жизнь в аду». Тем не менее Грейнинг позже понял, что анимация «Жизни в аду» потребует изменения прав на публикацию для его жизненной работы. Поэтому он выбрал другой подход, ожидая в вестибюле офиса Брукса питч-встречи, поспешно сформулировав свою версию неблагополучной семьи, которая стала Симпсонами. Он назвал персонажей в честь членов своей семьи, заменив своё имя «Бартом», приняв анаграмму слова «brat».
Семья Симпсонов впервые появилась 19 апреля 1987 года на «Шоу Трейси Ульман». Грейнинг представил аниматорам только основные эскизы и предположил, что фигуры будут очищены. Тем не менее аниматоры простроили трассировку его рисунков, что привело к грубому появлению персонажей в короткометражках. Анимация была произведена в студии Klasky Csupo, а Уэс Арчер, Дэвид Силверман и Билл Копп были аниматорами первого сезона. Колорист, «Джорджи» Георгий Ковач Пелуче (Ковач Гьордьике) сделала персонажей жёлтыми; поскольку у Барта, Лизы и Мэгги нет волос, она чувствовала, что они будут выглядеть странно, если они будут телесного цвета. Грейнинг поддержал решение, сказав: «Мардж жёлтая с синими волосами? Это смешно — давай сделаем это!».
В 1989 году команда продюсерских компаний адаптировала «Симпсонов» в получасовой сериал для Fox Broadcasting Company. В состав команды входил анимационный дом Klasky Csupo. Брукс договорился о положении в контракте с сетью Fox, которое не позволило Fox вмешиваться в содержание сериала. Грейнинг сказал, что его цель в создании шоу заключалась в том, чтобы предложить зрителям альтернативу тому, что он назвал «мейнстримным мусором», который они смотрели. Премьера состоялась 17 декабря 1989 года, первой серией стала «Simpsons Roasting on an Open Fire». «Some Enchanted Evening» была первой полнометражной серией, но она транслировалась только в мае 1990 года, как последняя серия первого сезона, из-за проблем с анимацией. В 1992 году Трейси Ульман подала иск против Fox, утверждая, что её шоу было источником успеха сериала. В иске говорилось, что она должна получить долю прибыли «Симпсонов» — иск был отклонён судом.

### Исполнительные продюсеры и шоураннеры
Список шоураннеров:

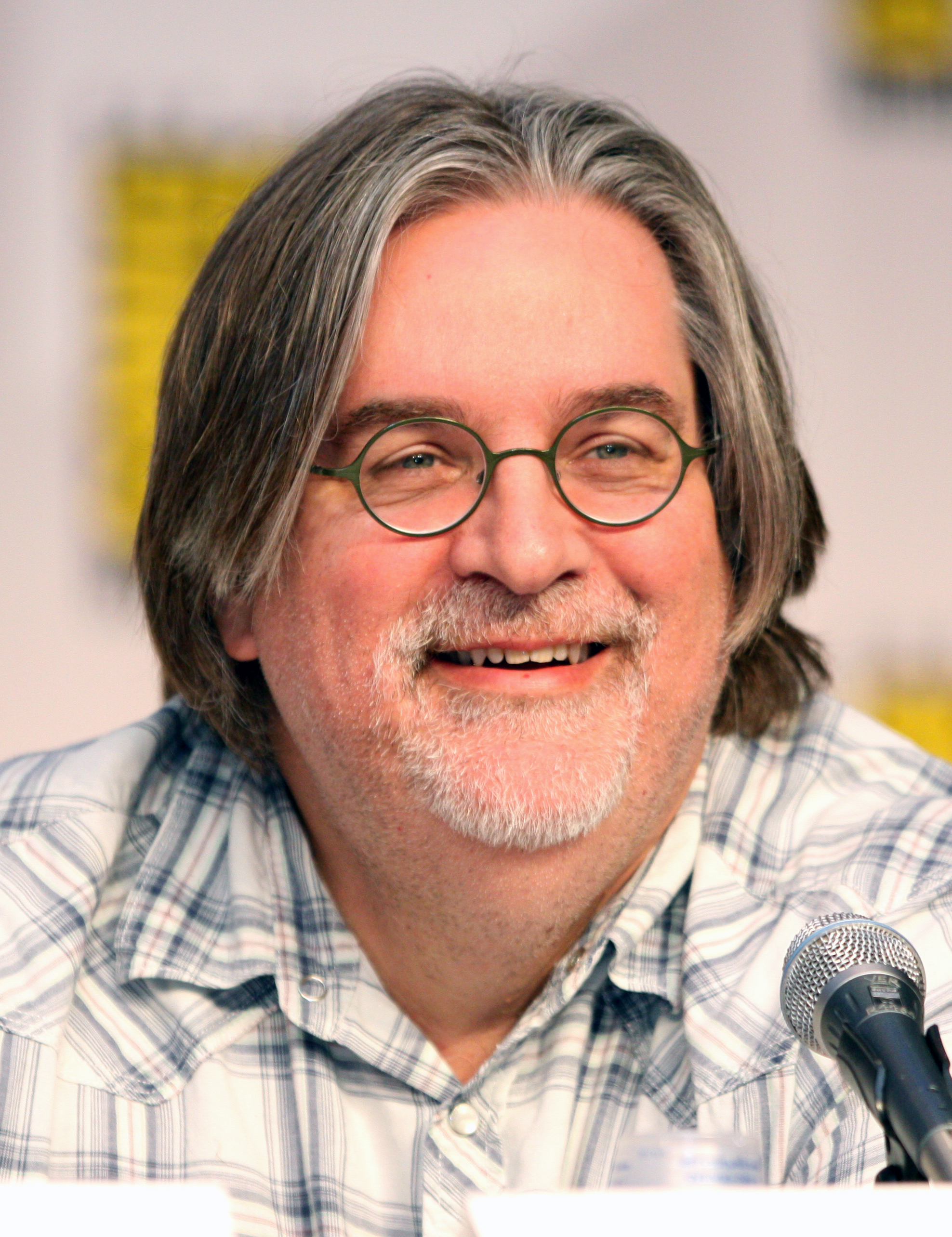
Мэтт Грейнинг, создатель мультсериала

- Сезоны 1-2: Мэтт Грейнинг, Джеймс Л. Брукс, и Сэм Саймон
- Сезоны 3-4: Эл Джин и Марк Рейсс
- Сезоны 5-6: Дэвид Миркин
- Сезоны 7-8: Билл Окли и Джош Вайнштейн
- Сезоны 9-12: Майк Скалли
- Сезоны 13-31: Эл Джин
- Сезон 32-н. в.: Эл Джин и Мэтт Сэлман

Мэтт Грейнинг и Джеймс Л. Брукс были исполнительными продюсерами на протяжении всей истории мультсериала, а также работали в качестве творческих консультантов. Сэм Саймон, описанный бывшим режиссёром «Симпсонов» Брэдом Бёрдом как «невоспетый герой» сериала, служил творческим руководителем в течение первых четырёх сезонов. У него постоянно были разногласия с Грейнингом, Бруксом и продюсерской компанией сериала Gracie Films, и он ушёл в 1993 году. Перед уходом он заключил сделку, по которой он получает долю прибыли каждый год, и упоминание исполнительного продюсера, несмотря на то, что не работал над мультсериалом с 1993 года, по крайней мере, до своей смерти в 2015 году. Более вовлечённой позицией в мультсериале является шоураннер, который выступает в качестве главного сценариста.

### Сценарий
Первая команда сценаристов, собранная Сэмом Саймоном, состояла из Джона Шварцвелдера, Джона Витти, Джорджа Мейера, Джеффа Мартина, Эла Джина, Майка Рейсса, Джея Когена и Уоллеса Володарского. Команды сценаристов новых «Симпсонов» обычно состоят из шестнадцати сценаристов, которые предлагают идеи для серии в начале каждого декабря. Главный сценарист каждой серии пишет первый черновик. Групповые сессии переписывания разрабатывают окончательные сценарии, добавляя или удаляя шутки, вставляя сцены и призывая к перечитыванию фраз актёрами озвучивания. До 2004 года Джордж Мейер, который разрабатывал мультсериал с первого сезона, был активен на этих сессиях. По словам Джона Витти, Мейер обычно придумывал лучшие фразы в данной серии, даже несмотря на то, что другие сценаристы могут получить упоминание в титрах не в качестве сценаристов. На создание каждой серии уходит шесть месяцев, поэтому мультсериал редко комментирует текущие события.

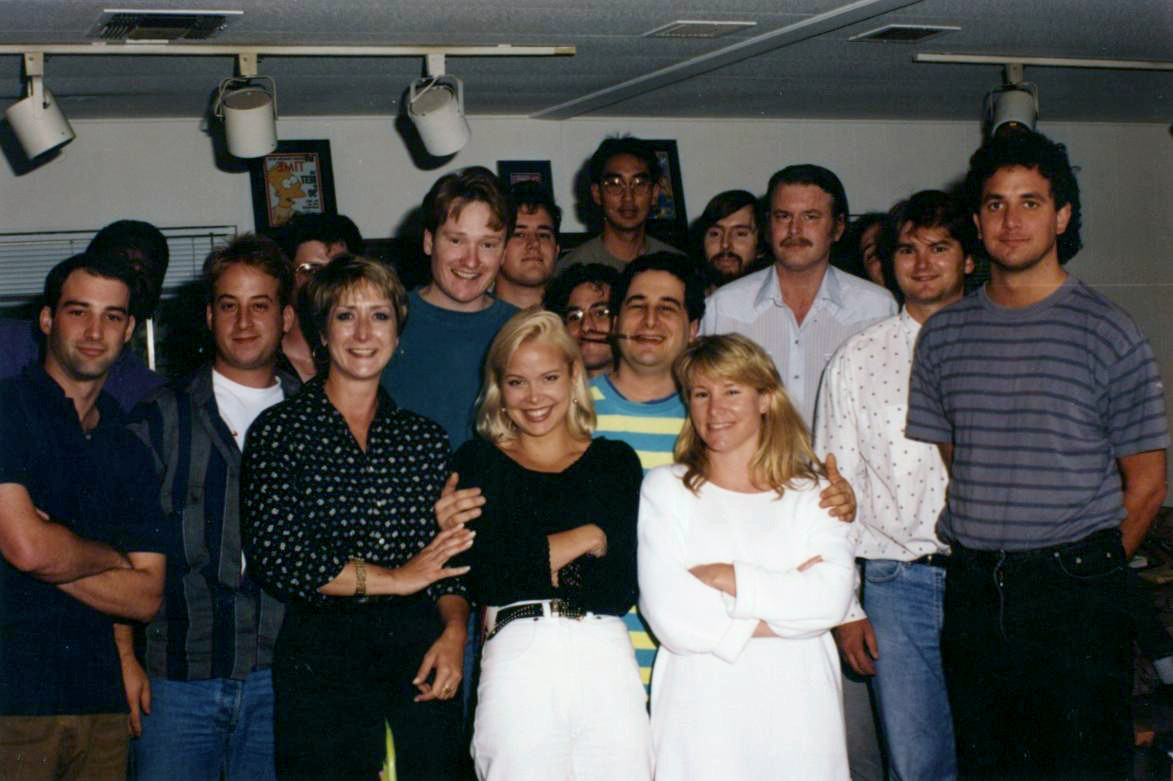
Часть сценаристов «Симпсонов» в 1992 году.Задний ряд, слева направо: Майк Мендель, Колин А. Б. В. Льюис (частично), Джефф Голдштейн, Эл Джин (частично), Конан О’Брайен, Билл Оукли, Джош Вайнштейн, Майк Рейсс, Кен Цумура, Джордж Мейер, Джон Шварцвелдер, Джон Витти (частично), Си Джей Гибсон и Дэвид М. Стерн.Первый ряд, слева направо: Ди Капелли, Лона Уильямс и неизвестная

Джон Шварцвелдер, которому приписывают шестьдесят серий, является самым плодовитым сценаристом мультсериала . Одним из самых известных бывших сценаристов является Конан О’Брайен, который участвовал в нескольких сериях в начале 1990-х годов, прежде чем заменить Дэвида Леттермана в качестве ведущего ток-шоу Late Night. Английский комик Рики Джервейс написал сценарий к серии «Homer Simpson, This Is Your Wife», став первой знаменитостью, сценаристом и приглашённой звездой в той же серии. Сет Роген и Эван Голдберг, сценаристы фильма «SuperПерцы», написали сценарий к серии «Homer the Whopper», в которой Роген озвучил персонажа.
В конце 2007 года сценаристы «Симпсонов» объявили забастовку вместе с другими членами Гильдии сценаристов США на востоке. Сценаристы мультсериала присоединились к Гильдии в 1998 году.
В мае 2023 года сценаристы «Симпсонов» объявили забастовку вместе с другими членами Гильдии сценаристов США на востоке.

### Актёры озвучивания
|                                                                   |                                                            |                                                  |              |                                                                          | |
| Дэн Кастелланета                                                  | Джулия Кавнер                                              | Нэнси Картрайт                                   | Ярдли Смит   | Хэнк Азария                                                              | Гарри Ширер |
| Гомер Симпсон, Абрахам Симпсон, клоун Красти, различные персонажи | Мардж Симпсон, Сельма и Пэтти Бувье, дополнительные голоса | Барт Симпсон, Мэгги Симпсон, различные персонажи | Лиза Симпсон | Мо Сизлак, шеф Виггам, Апу Нахасапимапетилон (1990–2020), Лу (1990–2020) | Нед Фландерс, Чарльз Монтгомери Бёрнс, Джулиус Хибберт (1990–2021), Вэйлон Смитерс, Сеймур Скиннер, преподобный Тимоти Лавджой, различные персонажи |

В мультсериале шесть основных актёров: Дэн Кастелланета, Джулия Кавнер, Нэнси Картрайт, Ярдли Смит, Хэнк Азария и Гарри Ширер. Кастелланета озвучивает Гомера Симпсона, Абрахама Симпсона, клоуна Красти, садовника Вилли, мэра Куимби, Барни Гамбла и других взрослых мужских персонажей. Джулия Кавнер озвучивает Мардж Симпсон, Пэтти и Сельму, а также нескольких второстепенных персонажей. Кастелланета и Кавнер были частью актёрского состава «Шоу Трейси Ульман» и получили роли, чтобы не нуждаться в новых актёрах. Картрайт озвучивает Барта Симпсона, Нельсона Манца, Ральфа Виггама и других детей. Смит, озвучивающая Лизу Симпсон, является единственным членом актёрского состава, которая регулярно озвучивает только одного персонажа, хотя иногда она озвучивает других эпизодических персонажей. Продюсеры решили провести кастинг на роли Барта и Лизы. Первоначально Смит попросили пройти прослушивание на роль Барта, но кастинг-директор Бонита Питила считала, что её голос был слишком высоким, поэтому ей дали роль Лизы. Картрайт изначально была привлечена, чтобы озвучить Лизу, но, прибыв на прослушивание, она обнаружила, что Лизу описывали как «среднего ребёнка», и в то время у неё не было большой индивидуальности. Картрайт стала больше интересоваться ролью Барта, которого описывали как «предуверенного, недооценённого, неуверенного, неуважающего, [и] умного». Вместо этого Грейнинг позволил ей попробовать себя в роли Барта, и, услышав, как она читала, дал ей работу. Картрайт — единственная из шести основных членов актёрского состава, которая прошла профессиональную подготовку в области озвучивания. Азария и Ширер озвучивают не членов семьи, а большинство горожан мужского пола. Азария, который был частью основного актёрского состава со второго сезона в серии «Old Money», а затем с третьего сезона стал частью основного актёрского состава, озвучивает повторяющихся персонажей, таких как Мо Сизлак, Клэнси Виггам, Апу Нахасапимапетилон и профессор Фринк. Ширер озвучивает мистера Бёрнса, мистера Смитерса, директора Скиннера, Неда Фландерса, преподобного Лавджоя и ранее озвучивал доктора Хибберта. Каждый главный актёр получил прайм-таймовую премию «Эмми» за лучшее озвучивание.
За одним исключением, в титрах указаны только актёры озвучивания, а не персонажи, которых они озвучивают. И Fox, и производственная команда хотели сохранить свою личность в секрете в начале сезона и, следовательно, закрыли большую часть сессий записи, отказавшись публиковать фотографии актёров. Тем не менее сеть в серии «Old Money» раскрыла, какие роли исполнил каждый актёр, потому что продюсеры заявили, что актёры озвучивания должны получить упоминание в титрах за свою работу. В 2003 году актёрский состав появился в серии Inside the Actors Studio, делая живые выступления голосов своих персонажей.
Шесть главных актёров получали по 30 тысяч долларов за серию до 1998 года, когда они были вовлечены в спор о зарплате с Fox. Компания пригрозила заменить их новыми актёрами, даже дав подготовиться к подбору новых голосов, но Грейнинг поддержал актёров в их действиях. Проблема была решена, и с 1998 по 2004 год им платили по 125 тысяч долларов за серию. Доходы продолжали расти за счёт продаж синдикации и DVD, и в апреле 2004 года основной актёрский состав перестал появляться для чтения сценариев, требуя, чтобы им платили 360 тысяч долларов за серию. Забастовка была разрешена месяцем позже, и их зарплаты были увеличены от 250 до 360 тысяч долларов за серию. В 2008 году производство двадцатого сезона было приостановлено из-за переговоров о новом контракте с актёрами озвучивания, которые хотели получить «здоровый бум» в зарплате на сумму около 500 тысяч долларов за серию. Переговоры были завершены, и зарплата актёров была повышена до 400 тысяч долларов за серию. Три года спустя, когда Fox угрожала отменить сериал, если расходы на производство не будут сокращены, члены актёрского состава приняли 30-процентное сокращение зарплаты до чуть более 300 тысяч долларов за серию.
В дополнение к основному актёрскому составу, второстепенных персонажей озвучивают или озвучивали Памела Хейден, Тресс Макнилл, Марсия Уоллес, Мэгги Розуэлл, Расси Тейлор и др. С 1999 по 2002 год персонажей Розуэлл озвучивала Марсия Мицман Гавен. Карл Видерготт также появлялся во второстепенных ролях, но не озвучивает никаких повторяющихся персонажей. Видерготт покинул сериал в 2010 году, и с тех пор Крис Эджерли регулярно появлялся, чтобы озвучивать второстепенных персонажей. Повторяющимися «специальными гостями» являются Альберт Брукс, Фил Хартман, Джон Ловитц, Джо Мантенья, Морис Ламарш, Келси Грэммер и др. После смерти Хартмана в 1998 году персонажи, которых он озвучил (Трой Макклюр и Лайнел Хатц), были убраны; персонаж Уоллес Эдна Крабаппл также была убрана после её смерти в 2013 году. После смерти Тейлор в 2019 году её персонажей (включая Шерри, Терри и Мартина Принса) теперь озвучивает Грей Делайл.
В сериях довольно часто представлены приглашённые голоса из самых разных профессий, включая актёров, спортсменов, авторов, групп, музыкантов и учёных. В более ранних сезонах большинство приглашенных звёзд озвучивали персонажей, но в конце концов больше стали появляться в роли самих себя. Тони Беннетт был первой приглашённой звездой, появившейся в роли самого себя, ненадолго появившись в серии «Dancin’ Homer». Мультсериал удерживает мировой рекорд по «наибольшему количеству приглашённых звёзд в телесериале».
Мультсериал был дублирован на несколько других языков, включая японский, немецкий, испанский и португальский. Это также одна из немногих программ, дублированных как на стандартном французском, так и на квебекском французском языке. Сериал транслировался на арабском языке, но из-за исламских обычаев многие аспекты были изменены. Например, Гомер пьёт безалкогольный напиток вместо пива и ест египетские говяжьи сосиски вместо хот-догов. Из-за таких изменений арабская версия сериала была встречена негативной реакцией со стороны пожизненных поклонников «Симпсонов» в этом районе.

### Анимация

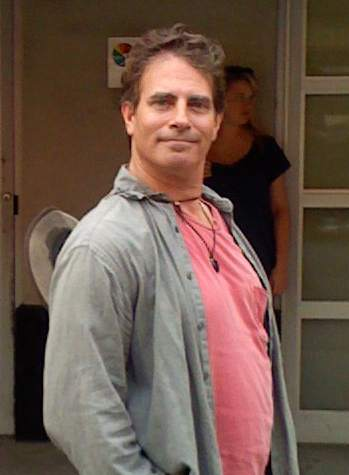
Режиссёр анимации Дэвид Силверман, который помог определить внешний вид мультсериала

Мультсериал анимируют несколько различных американских и международных студий. На протяжении всего показа анимационных короткометражек на «Шоу Трейси Ульман» анимация была сделана внутри страны в Klasky Csupo. С дебютом сериала из-за возросшей рабочей нагрузки Fox распределила производство нескольким местным и зарубежным студиям. Это AKOM, Anivision, Rough Draft Studios, USAnimation и Toonzone Entertainment.
В течение первых трёх сезонов Klasky Csupo анимировала мультсериал в США. В 1992 году Gracie Films переключила отечественное производство на Film Roman, которая продолжала анимировать сериал до 2016 года, когда она была заменена Fox Television Animation, что позволило делать анимацию более собственными силами. В 14-м сезоне производство перешло с традиционной анимации на цифровую. Первой серией, которая экспериментировала с цифровой анимацией, была «Radioactive Man». Аниматоры использовали цифровые чернила и краски во время производства серии 12-го сезона «Tennis the Menace», но Gracie Films отложила регулярное использование цифровых чернил и краски до двух сезонов. Уже завершённая серия транслировалась в том виде, в котором она была сделана.
Сотрудники Film Roman рисуют раскадровки, разрабатывают новых персонажей, фоны, предметы и рисуют макеты персонажей и фона, которые, в свою очередь, становятся анимацией для показа сценаристов в Gracie Films для любых изменений, которые должны быть внесены до того, как работа будет отправлена за границу. Зарубежные студии рисуют между ними, чернила и краску, а также визуализируют на ленту, прежде чем она будет отправлена обратно в США и доставлена в Fox через три-четыре месяца.
В 20-м сезоне началось производство мультсериала в высоком разрешении; первая серия, «Take My Life, Please», вышла 15 февраля 2009 года. Переход на HDTV включал в себя новую заставку. Мэтт Грейнинг назвал это сложным изменением, потому что оно повлияло на время и состав анимации.

## Темы
Мультсериал использует стандартную установку ситкома в качестве своей предпосылки. Сериал рассказывает о семье и их жизни в типичном американском городе, выступая в качестве сатирической пародии на американский образ жизни среднего класса. Однако из-за своей анимационной природы масштабы сериала больше, чем у обычного ситкома. Спрингфилд действует как полная вселенная, в которой персонажи могут исследовать проблемы, с которыми сталкивается современное общество. Заставляя Гомера работать на атомной электростанции, сериал может прокомментировать состояние окружающей среды. На протяжении дней жизни Барта и Лизы в Спрингфилдской начальной школе сценаристы иллюстрируют насущные или спорные вопросы в области образования. В городе есть широкий спектр телеканалов, что позволяет продюсерам шутить об индустрии развлечений и прессе.
Некоторые комментаторы говорят, что мультсериал носит политический характер и подвержен левой предвзятости. Эл Джин признал в интервью, что «Мы [шоу] либерально отогнуты». Сценаристы часто выражают признательность за прогрессивные склонности, но сериал шутит по всему политическому спектру. Он изображает правительство и крупные корпорации как злых существ, которые пользуются обычным работником. Таким образом, сценаристы часто изображают авторитетных фигур в нелестном или негативном свете. В мультсериале политики коррумпированы, такие служители, как преподобный Лавджой, пренебрежительны к прихожанам, а местная полиция некомпетентна. Религия также фигурирует как повторяющаяся тема. Во время кризиса семья часто обращается к Богу, и сериал посвящён большинству основных религий.
Сексуальность часто является источником шуток или служит темой определённых серий. Несмотря на то, что гомосексуалисты иногда являются источниками шуток, сериал часто комментирует, как к ним относится американское общество, при этом серия «Homer’s Phobia» посвящена семье, которая заводит друга-гея, и первоначальную враждебность Гомера к нему. В 1990 году «Симпсоны» стали первым анимационным ранним вечерним шоу, изображающим поцелуй между двумя мужчинами в серии «Simpson and Delilah».

## Характерные черты

### Заставка
Вступительная заставка мультсериала является одной из самых запоминающихся характерных черт мультсериала. Стандартная заставка прошла через три версии (замена некоторых кадров в начале второго сезона и совершенно новая заставка, когда сериал перешёл на высокое разрешение в 2009 году).
Каждая из них имеет одну и ту же основную последовательность событий: камера приближается сквозь кучевые облака, через название сериала в сторону Спрингфилда. Затем камера следит за членами семьи по пути домой. Войдя в свой дом, Симпсоны садятся на диван, чтобы посмотреть телевизор. Первоначальная заставка была создана Дэвидом Силверманом и было первой задачей, которую он выполнил, когда началось производство сериала. Отличительная тематическая песня мультсериала была написана музыкантом Дэнни Эльфманом в 1989 году, после того, как Грейнинг обратился к нему с просьбой о произведении в ретро-стиле. Эта пьеса была отмечена Эльфманом как самая популярная в его карьере.
Один из самых отличительных аспектов заставки заключается в том, что три её элемента меняются от серии к серии: Барт пишет разные фразы на школьной доске, Лиза играет разные соло на своём саксофоне (или иногда и другом инструменте), семью сопровождают разные гэги, когда они входят в свою гостиную, чтобы сесть на диван.

### Хэллоуинские серии
Специальные серии на Хэллоуин стали ежегодной традицией. «Treehouse of Horror» впервые транслировалась в 1990 году в рамках второго сезона и установила шаблон трёх отдельных, самостоятельных историй в каждой серии Хэллоуина. Они обычно включают семью в какой-то ужас, научной фантастике или сверхъестественной обстановке и часто пародируют или отдают дань уважения известной работе в этих жанрах. Они всегда происходят вне канона мультсериала. Хотя серия Treehouse предназначена для Хэллоуина, она изменилась к 2000-м годам (и снова в 2020 году), когда новые выпуски появились после Хэллоуина из-за текущего контракта Fox с Мировой серией Главной лиги бейсбола. До 2020 года (с 2011 по 2019 год) каждая серия транслировалась в октябре.

### Юмор
Юмор мультсериала включает в себя культурные отсылки, которые охватывают широкий спектр общества, чтобы зрители из всех поколений могли наслаждаться сериалом. Такие отсылки, например, отсылаются на фильмы, телевидение, музыку, литературу, науку и историю. Аниматоры также регулярно добавляют шутки или приколы на заднем плане сериала с помощью юмористических или несоответствующих фрагментов текста в вывесках, газетах, рекламных щитах и в других местах. Зрители часто могут не заметить визуальные шутки за один просмотр. Некоторые из них настолько мимолётны, что становятся очевидными только при приостановки видеозаписи или просмотра её в замедленной съёмке. Кристин Томпсон утверждает, что «Симпсоны» используют «шквал культурных отсылок, намеренно непоследовательную характеристику и значительную саморефлексию в отношении телевизионных конвенций и статуса программы как телевизионного шоу».
Одной из ранних отличительных черт Барта были его шалости к Мо Сизлаку, в которых Барт называет Мо и спрашивает имя кляп. Мо пытается найти этого человека в баре, но вскоре понимает, что это розыгрыш, и сердито угрожает Барту. Эти звонки, по-видимому, были основаны на серии розыгрышей, известных как записи Tube Bar, хотя Грейнинг отрицал какую-либо причинно-следственную связь. Мо был частично основан на владельце Tube Bar Луисе «Ред» Дойче, чьи часто нецензурные ответы вдохновили жестокую сторону Мо. По мере продвижения сериала сценаристам стало сложнее придумать фальшивое имя и написать гневный ответ Мо, и шалости были сняты как обычная шутка в четвёртом сезоне. Мультсериал также часто включает в себя самоориентированный юмор. Наиболее распространённой формой являются шутки о Fox Broadcasting. Например, серия «She Used to Be My Girl» включала сцену, в которой фургон канала Fox News Channel ехал по улице, демонстрируя большой баннер «Bush Cheney 2004» и играя песню группы Queen «We Are the Champions», ссылаясь на президентские выборы 2004 года в США и заявления о консервативной предвзятости в Fox News.
В сериале используются крылатые фразы, и большинство основных и второстепенных персонажей имеют по крайней мере по одной. Примечательными выражениями являются раздраженное ворчание Гомера «D’oh!», «Превосходно» мистера Бёрнса и «Ха-Ха!» Нельсона Манца. Некоторые из крылатых фраз Барта, такие как «Ай, Карамба!», «Don’t have a cow, man!» и «Съешь мои шорты!» появились на футболках в первые дни выхода. Тем не менее Барт редко использовал последние две фразы до тех пор, пока они не стали популярными благодаря мерчандайзингу. Использование многих из этих крылатых фраз сократилось в последние сезоны. Серия «Bart Gets Famous» высмеивает юмор, основанный на крылатой фразе, поскольку Барт достигает славы на шоу клоуна Красти исключительно за то, что говорит: «Я нечаянно».

#### Предсказывания будущего
Симпсоны получили известность благодаря шуткам, которые, по-видимому, стали реальностью. Возможно, самый известный пример исходит из серии «Bart to the Future», в которой упоминается, что миллиардер Дональд Трамп когда-то был президентом США и оставил нацию разорённой. Серия вышла в 2000 году, за шестнадцать лет до избрания Трампа (который в то время изучал президентскую кампанию). Ещё одна серия, «When You Dish Upon a Star», показала 20th Century Fox в качестве подразделения The Walt Disney Company. Девятнадцать лет спустя Disney приобрела Fox. Другими примерами, якобы предсказывающими будущее, являются внедрение умных часов, услуги видеочата, технология автоисправления, космический полёт Ричарда Брэнсона, акробатическое выступление Леди Гаги на шоу в перерыве Super Bowl LI и крушение батискафа «Титан».
Источники фактчекинга, такие как Snopes, опровергнули многие из этих утверждений, заявив, что обширный показ сериала означает «много шуток и много возможностей для появления совпадений», и «большинство этих „предсказаний“ имеют довольно простые и обыденные объяснения». Например, устройство, показанное в «Симпсонах» с автокоррекцией, — Apple Newton, настоящее устройство 1993 года, печально известное своим плохим распознаванием рукописного ввода. Технологически продвинутые часы появились в многочисленных художественных произведениях за десятилетия до «Симпсонов».

## Влияние и наследие

### Идиомы
Ряд неологизмов, возникших в мультсериале, вошли в популярный народный язык. Марк Либерман, директор Консорциума лингвистических данных, отметил: «Симпсоны, по-видимому, переплюнули Шекспира и Библию как величайший источник идиом, крылатых фраз и других текстовых аллюзий в нашей культуре». Самая известная крылатая фраза — раздраженный крик Гомера: «D’oh!». Это выражение является настолько вездесущим, что было добавлено в Оксфордский словарь английского языка, но без апострофа. Дэн Кастелланета говорит, что он позаимствовал эту фразу у Джеймса Финлейсона, актёра из многих комедий Лорела и Харди, который произнес её в более удлинённом и ноющем тоне. Сотрудники «Симпсонов» сказали Кастелланете сократить шум, и это стало хорошо известным восклицанием в мультсериале.
Описание садовника Вилли французов как «сыро-поедающих капитулятивных обезьян» было использовано обозревателем National Review Джоной Голдберг в 2003 году после того, как Франция выступила против предлагаемого вторжения в Ирак. Эта фраза быстро распространилась на других журналистов. «Cromulent» и «embiggen», слова, используемые в серии «Lisa the Iconoclast», появились в Лексикон XXI века Dictionary.com, и научных журналах соответственно. «Kwyjibo», поддельное слово Скрэббл, придуманное Бартом в серии «Bart the Genius», было использовано в качестве одного из псевдонимов создателя червя Melissa. Фраза «Я, во-первых, приветствую наших новых повелителей насекомых», была использована Кентом Брокманом в серии «Deep Space Homer» и стала снежным клоном, с вариантами высказывания, используемыми для выражения навязчивого подчинения. Она использовалась в средствах массовой информации, таких как журнал New Scientist. Пренебрежительный термин «Meh», который, как полагают, был популяризирован сериалом, вошёл в словарь английского языка Коллинза в 2008 году. Другими словами, приписывающими как вытекающими из сериала, являются «yoink» и «craptacular».
Оксфордский словарь современных цитат включает в себя несколько цитат из шоу. А также «сыро-поедающие капитулятивные обезьян», фразы Гомера: «Дети, вы старались изо всех сил и потерпели неудачу. Урок никогда не пытается», из серии «Burns’ Heir», а также «Дети — лучшие, Апу. Вы можете научить их ненавидеть то, что вы ненавидите. И они практически поднимают себя, что с Интернетом и все такое», из серии «Eight Misbehavin» вошли в словарь в августе 2007 года.
Многие цитаты/сцены стали популярными интернет-мемами, в том числе цитата Джаспера Бердли «That’s a paddlin’» из серии «The PTA Disbands» и «Steamed Hams» из серии «22 Short Films About Springfield».

### Телевидение
«Симпсоны» были первой успешной анимационной программой в американском прайм-тайм со времён «Подожди, пока твой отец не вернётся домой» в 1970-х годах. В течение большей части 1980-х годов американские эксперты считали анимационные сериалы подходящими только для детей, и анимирование мультсериала было слишком дорогим, чтобы достичь качества, подходящего для телевидения в прайм-тайм. «Симпсоны» изменили это восприятие, первоначально приведя к короткому периоду, когда сети пытались воссоздать успех мультфильмов в прайм-тайм с такими шоу, как «Capitol Critters», «Fish Police» и «Домашний пёс», которые были дорогими и неудачными. Использование «Симпсонами» корейских анимационных студий для подкрепления, раскрашивания и съёмок сделало серии дешевле. Успех «Симпсонов» и более низкая стоимость производства побудили американские телевизионные сети рискнуть другими мультсериалами для взрослых. Это развитие привело американских продюсеров к буму 1990-х годов в новых анимационных прайм-тайм-шоу для взрослых, таких как «Бивис и Баттхед», «Южный Парк», «Гриффины», «Царь горы», «Футурама» (которая была создана Мэттом Грейнингом) и «The Critic» (который также был снят Gracie Films). Для создателя «Гриффинов» Сета Макфарлейна, «„Симпсоны“ создали аудиторию для анимации в прайм-тайм, которой не было много-много лет… Насколько я понимаю, они в основном заново изобрели колесо. Они создали то, что во многих отношениях — вы можете классифицировать это как — полностью новую среду».
У «Симпсонов» были кроссоверы с четырьмя другими сериалами. В эпизоде «A Star Is Burns» Мардж приглашает Джея Шермана, главного героя мультсериала «The Critic», стать судьей кинофестиваля в Спрингфилде. Мэтту Грейнингу удалили его имя из серии, так как он не имел никакого отношения к «The Critic». «Южный Парк» отдал дань уважения «Симпсонам» в серии «Это уже было в «Симпсонах»». В серии «Simpsorama» команда Planet Express из «Футурамы» привозится в Спрингфилд в настоящее, чтобы не дать Симпсонов разрушить будущее. В серии «The Simpsons Guy» Гриффины посещают Спрингфилд и встречаются с Симпсонами.
«Симпсоны» также повлияли на игровые сериалы, такие как «Малкольм в центре внимания», в котором были использованы гэги и не был использован закадровый смех, в отличие от большинства ситкомов. Сериал дебютировал 9 января 2000 года, во временном интервале после «Симпсонов». Рикки Джервейс назвал «Симпсонов» влиянием на «Офис», а британский ситком Spaced был, по словам его режиссёра Эдгара Райта, «попыткой сделать „Симпсонов“ в прямом эфире». В Грузии анимационный ситком «Самсонадзе», вышедший в ноябре 2009 года, был отмечен своим очень сильным сходством с «Симпсонами», что признал его создатель Шалва Рамишвили.

### Представление ЛГБТ
Мультсериал исторически был открыт для изображения персонажей и обстановок ЛГБТ, и это регулярно бросает вызов гетеронормативности. Это был одним из нескольких мультсериалов в США, который начал представлять персонажей, которые были ЛГБТ, как открыто, так и подразумеваемо, в 1990-х годах. В то время как ранние мультсериалы с участием ЛГБТ-персонажей в основном включали их с использованием стереотипов, «Симпсоны» разработали несколько известных ЛГБТ-персонажей за время своего существования. Продюсеры сериала, такие как Мэтт Грейнинг и Эл Джин, выразили своё мнение о том, что представление ЛГБТ в СМИ важно и что они стремятся активно включать их. Некоторые персонажи, такие как Хулио, были созданы с учётом их сексуальной ориентации, при этом она была центральной для их характера. Сериал расширил свой список открытых ЛГБТ-персонажей с помощью серий, в которых известные персонажи Пэтти Бувье и Вэйлон Смитерс появились в 16 и 27 сезонах соответственно.

## Показ

### Вещание
| Сезон | Сезон     | Число серий | Дата выхода      | Дата выхода     | Дата выхода                                                                                                  | Аудитория                         | Аудитория                   | Аудитория                                    |
| Сезон | Сезон     | Число серий | Премьера         | Финал           | Время вещания (ET)                                                                                           | Ср. число домов / зрителей (млн.) | Самая просматриваемая серия | Самая просматриваемая серия                  |
| Сезон | Сезон     | Число серий | Премьера         | Финал           | Время вещания (ET)                                                                                           | Ср. число домов / зрителей (млн.) | Зрители (млн.)              | Название серии                               |
| ----- | --------- | ----------- | ---------------- | --------------- | --- | --------------------------------- | --------------------------- | -------------------------------------------- |
| 1     | 1989/90   | 13          | 17 декабря 1989  | 13 мая 1990     | Воскресенье 20:30                                                                                            | 13,4 млн домов                    | 33,5                        | «Life on the Fast Lane»                      |
| 2     | 1990/91   | 22          | 11 октября 1990  | 11 июля 1991    | Четверг 20:00                                                                                                | 12,2 млн домов                    | 33,6                        | «Bart Gets an “F”»                           |
| 3     | 1991/92   | 24          | 19 сентября 1991 | 27 августа 1992 | Четверг 20:00                                                                                                | 12 млн домов                      | 25,5                        | «Colonel Homer»                              |
| 4     | 1992/93   | 22          | 24 сентября 1992 | 13 мая 1993     | Четверг 20:00                                                                                                | 12,1 млн домов                    | 28,6                        | «Lisa’s First Word»                          |
| 5     | 1993/94   | 22          | 30 сентября 1993 | 19 мая 1994     | Четверг 20:00                                                                                                | 10,5 млн домов                    | 24,0                        | «Treehouse of Horror IV»                     |
| 6     | 1994/95   | 25          | 4 сентября 1994  | 21 мая 1995     | Воскресенье 20:00                                                                                            | 9 млн домов                       | 22,2                        | «Treehouse of Horror V»                      |
| 7     | 1995/96   | 25          | 17 сентября 1995 | 19 мая 1996     | Воскресенье 20:00 (1-24 серии) Воскресенье 20:30 (25 серия)                                                  | 8 млн домов                       | 22,6                        | «Who Shot Mr. Burns? — Часть II»             |
| 8     | 1996/97   | 25          | 27 октября 1996  | 18 мая 1997     | Воскресенье 20:30 (1-3 серии) Воскресенье 20:00 (4-12, 14-25 серии) Пятница 20:00 (серия 13)                 | 8,6 млн домов                     | 20,41                       | «The Springfield Files»                      |
| 9     | 1997/98   | 25          | 21 сентября 1997 | 17 мая 1998     | Воскресенье 20:00                                                                                            | 9,1 млн домов                     | 19,80                       | «The Two Mrs. Nahasapeemapetilons»           |
| 10    | 1998/99   | 23          | 23 августа 1998  | 16 мая 1999     | Воскресенье 20:00                                                                                            | 7,9 млн домов                     | 19,11                       | «Sunday, Cruddy Sunday»                      |
| 11    | 1999/2000 | 22          | 26 сентября 1999 | 21 мая 2000     | Воскресенье 20:00                                                                                            | 8,2 млн домов                     | 19,16                       | «Faith Off»                                  |
| 12    | 2000/01   | 21          | 1 ноября 2000    | 20 мая 2001     | Воскресенье 20:00                                                                                            | 14,7 млн зрителей                 | 18,52                       | «HOMR»                                       |
| 13    | 2001/02   | 22          | 6 ноября 2001    | 22 мая 2002     | Вторник 20:30 (1 серия) Воскресенье 20:00 (2-20 серии) Воскресенье 19:30 (21 серия) Среда 20:00 (22 серия)   | 12,4 млн зрителей                 | 14,91                       | «The Parent Rap»                             |
| 14    | 2002/03   | 22          | 3 ноября 2002    | 18 мая 2003     | Воскресенье 20:00 (1-11, 13-21 серии) Воскресенье 20:30 (12, 22 серии)                                       | 13,4 млн зрителей                 | 22,04                       | «I’m Spelling as Fast as I Can»              |
| 15    | 2003/04   | 22          | 2 ноября 2003    | 23 мая 2004     | Воскресенье 20:00                                                                                            | 10,6 млн зрителей                 | 16,30                       | «I, (Annoyed Grunt)-Bot»                     |
| 16    | 2004/05   | 21          | 7 ноября 2004    | 15 мая 2005     | Воскресенье 20:00 (1-7, 9-16, 18, 20 серии) Воскресенье 22:30 (8 серия) Воскресенье 20:30 (17, 19, 21 серии) | 9,6 млн зрителей                  | 23,07                       | «Homer and Ned’s Hail Mary Pass»             |
| 17    | 2005/06   | 22          | 11 сентября 2005 | 21 мая 2006     | Воскресенье 20:00                                                                                            | 9,1 млн зрителей                  | 11,66                       | «Treehouse of Horror XVI»                    |
| 18    | 2006/07   | 22          | 10 сентября 2006 | 20 мая 2007     | Воскресенье 20:00                                                                                            | 8,6 млн зрителей                  | 11,63                       | «The Mook, the Chef, the Wife and Her Homer» |
| 19    | 2007/08   | 20          | 23 сентября 2007 | 18 мая 2008     | Воскресенье 20:00                                                                                            | 8 млн зрителей                    | 11,74                       | «Treehouse of Horror XVIII»                  |
| 20    | 2008/09   | 21          | 28 сентября 2008 | 17 мая 2009     | Воскресенье 20:00 (1-7, 9-21 серии) Воскресенье 20:30 (8 серия)                                              | 6,9 млн зрителей                  | 12,40                       | «Treehouse of Horror XIX»                    |
| 21    | 2009/10   | 23          | 27 сентября 2009 | 23 мая 2010     | Воскресенье 20:00                                                                                            | 7,2 млн зрителей                  | 14,62                       | «Once Upon a Time in Springfield»            |
| 22    | 2010/11   | 22          | 26 сентября 2010 | 22 мая 2011     | Воскресенье 20:00                                                                                            | 7,3 млн зрителей                  | 12,55                       | «Moms I’d Like to Forget»                    |
| 23    | 2011/12   | 22          | 25 сентября 2011 | 20 мая 2012     | Воскресенье 20:00                                                                                            | 7 млн зрителей                    | 11,48                       | «The D’oh-cial Network»                      |
| 24    | 2012/13   | 22          | 30 сентября 2012 | 19 мая 2013     | Воскресенье 20:00 (серии 1-21) Воскресенье 20:30 (серия 22)                                                  | 6,3 млн зрителей                  | 8,97                        | «Homer Goes to Prep School»                  |
| 25    | 2013/14   | 22          | 29 сентября 2013 | 18 мая 2014     | Воскресенье 20:00 (1-11, 13-22 серии) Воскресенье 19:30 (12 серия)                                           | 5,6 млн зрителей                  | 12,04                       | «Steal This Episode»                         |
| 26    | 2014/15   | 22          | 28 сентября 2014 | 17 мая 2015     | Воскресенье 20:00                                                                                            | 5,6 млн зрителей                  | 10,62                       | «The Man Who Came to Be Dinner»              |
| 27    | 2015/16   | 22          | 27 сентября 2015 | 22 мая 2016     | Воскресенье 20:00                                                                                            | 4,7 млн зрителей                  | 8,33                        | «Teenage Mutant Milk-Caused Hurdles»         |
| 28    | 2016/17   | 22          | 25 сентября 2016 | 21 мая 2017     | Воскресенье 20:00                                                                                            | 4,8 млн зрителей                  | 8,19                        | «Pork and Burns»                             |
| 29    | 2017/18   | 21          | 1 октября 2017   | 20 мая 2018     | Воскресенье 20:00                                                                                            | 4,1 млн зрителей                  | 8,04                        | «Frink Gets Testy»                           |
| 30    | 2018/19   | 23          | 30 сентября 2018 | 12 мая 2019     | Воскресенье 20:00                                                                                            | 3,7 млн зрителей                  | 8,20                        | «The Girl on the Bus»                        |
| 31    | 2019/20   | 22          | 29 сентября 2019 | 17 мая 2020     | Воскресенье 20:00                                                                                            | 3,0 млн зрителей                  | 5,63                        | «Go Big or Go Homer»                         |
| 32    | 2020/21   | 22          | 27 сентября 2020 | 23 мая 2021     | Воскресенье 20:00 (1-10, 12-22 серии) Воскресенье 21:00 (11 серия)                                           | 2,4 млн зрителей                  | 4,93                        | «Treehouse of Horror XXXI»                   |
| 33    | 2021/22   | 22          | 26 сентября 2021 | 22 мая 2022     | Воскресенье 20:00 (1-10, 12-22 серии) Воскресенье 21:00 (11 серия)                                           | 2,3 млн зрителей                  | 3,97                        | «Portrait of a Lackey on Fire»               |
| 34    | 2022/23   | 22          | 25 сентября 2022 | 21 мая 2023     | Воскресенье 20:00 (1-8, 10-22 серии) Воскресенье 20:30 (9 серия)                                             | 2,1 млн зрителей                  | 4,77                        | «From Beer to Paternity»                     |
| 35    | 2023/24   | 18          | 1 октября 2023   | 19 мая 2024     | Воскресенье 20:00 1-5, 7, 10-18 серии) Воскресенье 20:30 (6, 8, 9 серии)                                     | 1,99 млн зрителей                 | 5,41                        | «Do the Wrong Thing»                         |
| 36    | 2024/25   | TBA         | 29 сентября 2024 | 18 мая 2025     | Воскресенье 20:00 (1–2, 4–7, 10–18 серии) Воскресенье 20:30 (3, 8, 9 серии)                                  | н/д                               | 3,31                        | "Bottle Episode"                             |

### Синдикация
Сеть кабельного телевидения FXX, брат 20th Television и ранее сети Fox, имеет эксклюзивные права на кабельное и цифровое синдицирование мультсериала. В первоначальных контрактах ранее говорилось, что права на синдикацию «Симпсонов» не будут проданы кабельному телевидению до завершения сериала, когда сделки по синдикации кабельного телевидения были крайне редкими. Сериал был синдицирован на местных вещательных станциях почти на всех рынках США с сентября 1994 года.
Премьера мультсериала на FXX состоялась 21 августа 2014 года, начав двенадцатидневный марафон, в котором были представлены первые 552 серии (каждая серия, который уже вышла в то время), транслировавшиеся в хронологическом порядке, включая «Симпсонов в кино», правами на эфир которых FX Networks уже владела. Это был самый длинный непрерывный марафон в истории телевидения (пока VH1 Classic не вышел в эфир с 433-часовым девятнадцатидневным марафоном Saturday Night Live в 2015 году; в честь 40-летия этой программы). Первый день марафона был самым рейтинговым днём вещания в истории сети до сих пор, рейтинги более чем в три раза превышали рейтинги обычного программирования в прайм-тайм для FXX. Рейтинги в течение первых шести ночей марафона росли ночь за ночью, при этом сеть каждую ночь входит в топ-5 сетей по базовому кабелю. В Австралии марафон каждой серии (в то время) транслировался с 16 декабря 2019 года по 5 января 2020 года на Fox8 (кабельная сеть, управляемая провайдером платного телевидения Foxtel и корпоративный брат американской сети Fox).
После того, как Disney приобрела как 20th Television, так и FX Networks, было объявлено, что «Симпсоны» будут транслироваться на канале компании Freeform со 2 октября 2019 года.

### Потоковая передача и цифровые продажи
21 октября 2014 года цифровой сервис, предоставленный приложением FXNOW под названием Simpsons World, запускается с каждой серией сериала, доступной для аутентифицированных подписчиков FX, и доступен на игровых консолях, таких как Xbox One, потоковых устройствах, таких как Roku и Apple TV, а также онлайн через браузер. Была ранняя критика как неправильных соотношений сторон для более ранних серий, так и длины рекламных перерывов на потоковом сервисе, но эта проблема была исправлена с меньшим количеством рекламных перерывов в течение отдельных серий. Позже было объявлено, что Simpsons World позволит пользователям смотреть все серии в стандартном разрешении в их оригинальном формате. Simpsons World был прекращён после запуска Disney+ 12 ноября 2019 года. Первоначально сериал был доступен только в соотношении 16:9 без возможности просмотра оригинальных версий 4:3, возобновляя критику соотношения сторон старых серии. В ответ Disney объявила, что «в начале 2020 года Disney+ сделает первые 19 сезонов (и некоторые серии 20-го сезона) „Симпсонов“ доступными в их оригинальном соотношении 4:3, предоставляя подписчикам выбор того, как они предпочитают смотреть популярный сериал». 28 мая 2020 года Disney+ сделал первые 19 сезонов, наряду с некоторыми сериями 20-го сезона доступными как в 16:9, так и в оригинальном соотношении 4:3. 31-й сезон вышел в Disney+ 2 октября 2020 года, а Hulu транслировал последние серии 32 сезона на следующий день. 32 сезон вышел на Disney+ 29 сентября 2021 года.
Премьерная серия 3 сезона «Stark Raving Dad», в которой Майкл Джексон озвучивает Леона Комповски, была снята с ротации в 2019 году Мэттом Грейнингом, Джеймсом Л. Бруксом и Элом Джином после того, как HBO выставил в эфир документальный фильм «Покидая Неверленд», в котором двое мужчин делятся подробностями о том, как Джексон якобы издевался над ними в детстве. Поэтому она недоступна на Disney+. Тем не менее серия всё ещё доступна на DVD-издании The Complete Third Season, выпущенном 26 августа 2003 года.
В июле 2017 года все серии с 4 по 19 сезонов были доступны для покупки в iTunes Store в Канаде.

## Реакция

### Ранний успех
«Симпсоны» были первым телесериалом Fox, вошедшие в топ-30 самых рейтинговых шоу сезона. В 1990 году Барт быстро стал одним из самых популярных персонажей на телевидении в том, что было названо «Бартманией». Он стал самым распространённым персонажем Симпсонов в памятных вещах, таких как футболки. В начале 1990-х годов были проданы миллионы футболок с изображением Барта; в некоторые дни было продано до одного миллиона. Полагая, что Барт является плохим образцом для подражания, несколько американских государственных школ запретили футболки с изображением Барта рядом с субтитрами, такими как «Я Барт Симпсон, а ты кто такой возьми?» и «Отстающий (и горжусь этим, чувак!)». Товары Симпсонов хорошо продавались и принесли доход в размере 2 миллиардов долларов за первые 14 месяцев продаж. Из-за своей популярности Барт часто был самым популярным членом семьи Симпсонов в рекламе, даже в сериаях, в которых он не участвовал в основном сюжете.
В связи с успехом сериала летом 1990 года Fox Network решила переключить временной интервал «Симпсонов» с 20:00 по североамериканскому восточному времени на воскресенье вечером в то же время в четверг, где он соревновался с «Шоу Косби» на NBC, шоу на первом месте в то время. В течение лета несколько новостных агентств опубликовали истории о предполагаемом соперничестве «Билл против Барта». «Bart Gets an “F”» (второй сезон, 1990) была первой серией, вышедшей против «Шоу Косби», и она получила более низкий рейтинг Нильсена, заняв восьмое место после «Шоу Косби», которое имело рейтинг 18,5. Рейтинг основан на количестве бытовых телевизоров, которые были настроены на сериал, но, по оценкам Nielsen Media Research, 33,6 миллиона зрителей посмотрели серию, что ставит его сериал на первое место по количеству реальных зрителей на этой неделе. В то время это была самая просматриваемая серия в истории Fox Network, и она по-прежнему является самой рейтинговой серией в истории «Симпсонов». Сериал вернулось на воскресение в 1994 году и с тех пор остаётся там.
Мультсериал получил подавляющее большинство положительных отзывов от критиков, и было отмечено, что его описывают как «самое непочтительное и непримиримое шоу в эфире». В рецензии 1990 года Кен Такер из Entertainment Weekly описал его как «американскую семью в её самой сложной, нарисованной как простые мультфильмы. Этот аккуратный парадокс заставляет миллионы людей отворачиваться от трёх больших сетей в воскресенье вечером, чтобы сосредоточиться на „Симпсонах“». Такер также описал сериал как «поп-культурный феномен, анимационное шоу в прайм-тайм, которое привлекает всю семью».

### Достижения в продолжительности
9 февраля 1997 года «Симпсоны» превзошли «Флинстоунов» с серией «The Itchy & Scratchy & Poochie Show» как самый продолжительный мультсериал в прайм-тайм в США. В 2004 году «Симпсоны» превзошли «Приключения Оззи и Харриет» (с 1952 по 1966 год) как самый продолжительный ситком (анимационный или игровой) в США с точки зрения количества лет трансляции. В 2009 году «Симпсоны» превзошли рекорд «Приключения Оззи и Харриет» в 435 серий и теперь признаны Книгой рекордов Гиннесса как самый продолжительный ситком в мире (с точки зрения количества эпизодов). В октябре 2004 года «Скуби-Ду» ненадолго обогнал «Симпсонов» как американское анимационное шоу с наибольшим количеством серий (хотя и в нескольких различных воплощениях). Тем не менее руководители сети в апреле 2005 года снова отменили «Скуби-Ду», который закончился с 371 сериями, а «Симпсоны» вернули себе титул с 378 сериями в конце своего семнадцатого сезона. В мае 2007 года мультсериал достиг своей 400-го серии в конце восемнадцатого сезона. В то время как «Симпсоны» имеют рекорд по количеству серий американского анимационного шоу, другие мультсериалы превзошли «Симпсонов». Например, японский аниме-сериал «Sazae-san» имеет более 2000 эпизодов (более 7000 сегментов).
В 2009 году Fox начала годичное празднование шоу под названием «Best. 20 Years. Ever», чтобы отпраздновать 20-ю годовщину премьеры «Симпсонов». Одной из первых частей празднования является конкурс «Unleash Your Yellow», в котором участники должны разработать плакат для шоу. Празднование закончилось 10 января 2010 года (почти через 20 лет после выхода вселит «Bart the Genius») со специальным выпуском «К 20-летию Симпсонов — В 3D! На льду!», специальным документальным фильмом режиссёра Моргана Сперлока, в котором рассматривается «культурный феномен „Симпсонов“».
По состоянию на двадцать первый сезон (2009—2010 гг.) «Симпсоны» стали самым продолжительным американским сериалом в прайм-тайм, превзойдя сериал «Дымок из ствола». 29 апреля 2018 года «Симпсоны» также превзошли 635 эпизодов «Дымка из ствола» с серией «Forgive and Regret».
«Симпсоны» — это и самый продолжительный, и самый высокорейтинговый мультсериал, включённый в топ-50 самых просматриваемых телешоу TV Time за всю историю.
26 января 2023 года сериал был продлён на 35-й и 36-й сезоны, продлив его через телевизионный сезон 2024—2025 годов.

### Награды и признания

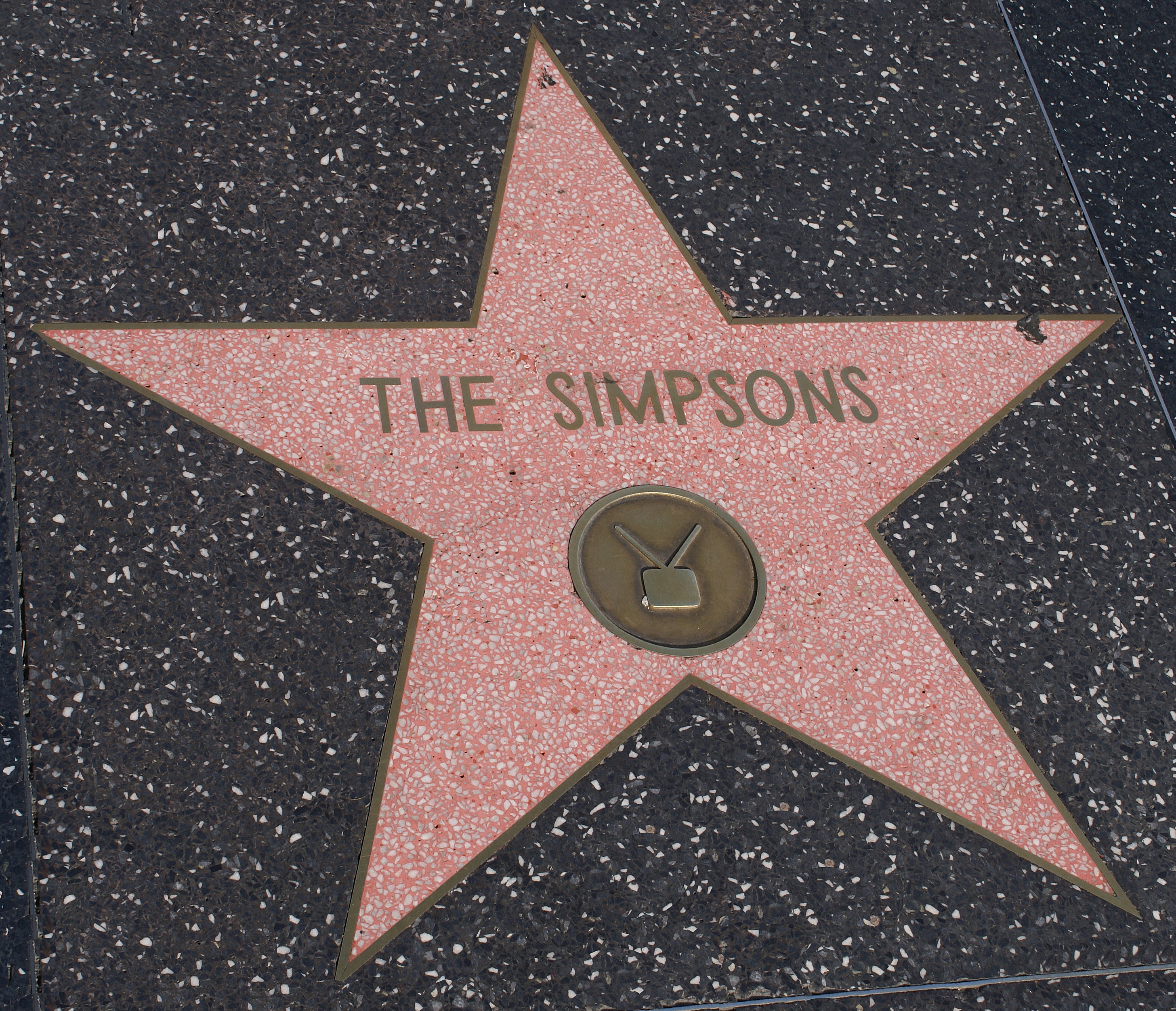
Мультсериал получил звезду на Голливудской «Аллее славы».

Мультсериал получил десятки наград, в том числе 34 прайм-таймовые премии «Эмми», 34 премии Энни и премию Пибоди. В выпуске 1999 года, посвященном величайшим достижениям 20-го века в области искусства и развлечений, журнал Time назвал «Симпсонов» лучшим телесериалом века, написав: «Ослепительно умные и безоговорочно вульгарные, „Симпсоны“ превзошли юмор, актуальность и, да, человечество прошлого великого телевидения». В том же выпуске Time включил Барта Симпсона в Time 100, список 100 самых влиятельных людей века. Барт был единственным вымышленным персонажем в списке. 14 января 2000 года мультсериал был награждён звездой на Голливудской «Аллее славы». Также в 2000 году телевизионный критик журнала Entertainment Weekly Кен Такер назвал «Симпсонов» величайшим телешоу 1990-х годов. Кроме того, зрители британского телеканала Channel 4 проголосовали за «Симпсонов» в верхней части двух опросов: 100 величайших детских телешоу 2001 года и «100 величайших мультфильмов» 2005 года, при этом Гомер Симпсон занял первое место в списке 100 величайших телеперсонажей 2001 года. Гомер также занял девятое место в списке «50 величайших икон телевидения» по версии Entertainment Weekly. В 2002 году сериал занял 8-е место в списке 50 величайших телешоу всех времён по версии TV Guide и 6-е место в списке культовых шоу 2004 года. В 2007 году он занял 8-е место в списке культовых шоу TV Guide и был включён в список Time «100 лучших телешоу всех времён». В 2008 году сериал занял первое место в списке «100 лучших шоу за последние 25 лет» журнала Entertainment Weekly. Журнал Empire назвал его величайшим телешоу всех времён. В 2010 году Entertainment Weekly назвал Гомера «величайшим персонажем последних 20 лет», а в 2013 году Гильдия сценаристов США назвала «Симпсонов» 11-м «лучше написанным» сериалом в истории телевидения. В 2013 году TV Guide назвал «Симпсонов» величайшим мультфильмом всех времён и десятым величайшим шоу всех времён. Опрос The Hollywood Reporter 2015 года, в котором приняли участие 2800 актёров, продюсеров, режиссёров и других представителей отрасли, назвал его своим 10-м любимым шоу. В 2015 году британская газета The Telegraph назвала «Симпсонов» одним из 10 лучших телевизионных ситкомов всех времён. Телевизионные критики Алан Сепинуолл и Мэтт Золлер Зейтц оценили «Симпсонов» как величайший американский телесериал всех времён в своей книге "ТВ (Книга). В 2022 году журнал Rolling Stone назвал «Симпсонов» вторым величайшим телешоу всех времён.

### Критика

#### Споры
Мятежная, плохая мужская природа Барта, которая лежит в основе его плохого поведения и редко приводит к какому-либо наказанию, заставила некоторых людей охарактеризовать его как плохой пример для подражания для детей. В школах педагоги утверждали, что Барт был «угрозой обучению» из-за его «неудачного и гордого» и негативного отношения к своему образованию. Другие описывали его как «эгоистичного, агрессивного и подлого». В интервью 1991 года Билл Косби описал Барта как плохой пример для подражания для детей, назвав его «злым, растерянным и разочарованным». В ответ Мэтт Грейнинг сказал: «Это подводит итог Барту, хорошо. Большинство людей борются за то, чтобы быть нормальными [и] он думает, что нормальный — это очень скучно, и делает то, что другие просто хотели бы, чтобы они осмелились сделать». 27 января 1992 года тогдашний президент Джордж Буш сказал: «Мы будем продолжать пытаться укрепить американскую семью, чтобы сделать американские семьи гораздо более похожими на „Уолтонов“ и гораздо менее похожими на „Симпсонов“». Сценаристы бросились с насмешливым ответом в виде короткого сегмента, который вышел за три дня до повтора серии «Stark Raving Dad», в котором Барт ответил: «Эй, мы такие же, как Уолтоны. Мы тоже молимся о прекращении депрессии».
Мультсериал также получил критику со стороны атомной энергетики в первые годы, с его изображением злого босса мистера Бёрнса и «неуязных идиотских» сотрудников (включая самого Гомера Симпсона) с их отсутствием безопасности. В письме в США, поддерживаемом атомной энергетикой Совет по энергетической осведомлённости, продюсер Сэм Саймон извинился, заявив: «Я прошу прощения за то, что „Симпсоны“ оскорбили многих людей в энергетической отрасли. Я согласен с вами, что в реальной жизни Гомер Симпсон не будет работать на атомной электростанции. С другой стороны, он, вероятно, нигде не был бы занят».
Различные серии также вызвали споры. Симпсоны посещают Австралию в серии «Bart vs. Australia» и Бразилию в серии «Blame It on Lisa», и обе серии вызвали споры и негативную реакцию в посещённых странах. В последнем случае туристический совет Рио-де-Жанейро, который утверждал, что город изображался с безудержной уличной преступностью, похищениями, трущобами и заражанием обезьянами и крысами, зашёл так далеко, что угрожал Fox судебными исками. Грейнинг был яростным и вокальным критиком серии «A Star Is Burns», в котором был кроссовер с мультсериалом The Critic. Он чувствовал, что это просто реклама The Critic, и что люди будут неправильно ассоциировать с ним сериал. Когда ему не удалось снять серию, его имя было удалено из титров и обнародовано со своими опасениями, открыто критикуя Джеймса Л. Брукса и говорит, что эпизод «нарушает вселенную „Симпсонов“». В ответ Брукс сказал: «Я в ярости на Мэтта, … он допустил своё мнение, но публичная трансляция в прессе заходит слишком далеко. … его поведение сейчас прогнило».
«The Principal and the Pauper» — одна из самых противоречивых серий. Многие поклонники и критики негативно отреагировали на откровение о том, что Сеймур Скиннер, повторяющийся персонаж с первого сезона, был самозванцем. Серия подверглась критике со стороны Грейнинга и Гарри Ширера. В интервью 2001 года Ширер вспомнил, что после прочтения сценария он сказал сценаристам: «Это так неправильно. Вы берёте что-то, в что аудитория построила восемь или девять лет инвестиций, и просто выбрасываете это в мусорное ведро без уважительной причины, для истории, которую мы делали раньше с другими персонажами. Это так произвольно и безвозмездно, и это неуважительно по отношению к аудитории».

#### Запреты
Сообщается, что мультсериал был снят с эфира в нескольких странах. Китай запретил его на телевидении в прайм-тайм в августе 2006 года, «в попытке защитить борющиеся китайские анимационные студии». В 2008 году Венесуэла запретила показ сериала по утреннему телевидению, так как он был признан «неподходящим для детей».

#### Предполагаемое снижение качества
Критики рецензий на ранние серии «Симпсонов» высоко оценили сериал за его дерзкий юмор, остроумие, реализм и интеллект. Однако в конце 1990-х годов, во время показа 10-го сезона, тон и акцент сериала начали меняться. Некоторые критики начали называть сериал «усталым». К 2000 году некоторые долгосрочные поклонники разочаровались в мультсериале и указали на его переход от сюжетов, основанных на персонажах, к тому, что они воспринимали как чрезмерный акцент на сумасшедших выходках. Джим Шембри из The Sydney Morning Herald объяснил снижение качества отказом от сюжетных линий, ориентированных на персонажей, в пользу появления камео знаменитостей и отсылок на популярную культуру. Шембри написал в 2011 году: «Центральная трагедия „Симпсонов“ заключается в том, что она перешла от привлечения внимания к простому уделению внимания. Всё началось с того, что доказывает, что персонажи мультфильмов не обязательно должны быть карикатурами; их можно наделить настоящими эмоциями. Теперь сериал, по сути, переродился в хромую пародию на себя. Запоминающиеся сюжетные арки были принесены в жертву ради прогулок знаменитостей и скудных диалогов».
В 2010 году BBC отметила, что «общее согласие заключается в том, что золотая эра „Симпсонов“ закончилась после девятого сезона», а Тодд Леопольд из CNN в статье, посвящённой их предполагаемому упадку, заявил: «для многих поклонников… дни славы давно прошли». Аналогичным образом, Тайлер Уилсон из Coeur d’Alene Press назвал сезоны с первого по 9 «золотым веком» мультсериала, а Ян Натан из Empire описал классическую эпоху сериала как «скажем, первые десять сезонов». Джон Хикок из LucidWorks заявил, что «в течение первых десяти лет [сезонов] сериал постоянно был на вершине своей игры», с «таким больших количеством моментов, цитат и отсылок — как эпических, так и неясных — которые помогли превратить семью Симпсонов в культурные иконы, которыми они остаются по сей день».
Майк Скалли, который был шоураннером с девятого по двенадцатый сезоны, был предметом критики. Крис Суэллентроп из Slate писал, что «при сроке Скалли „Симпсоны“ стали, ну, мультфильмом … Серии, которые когда-то заканчивались тем, что Гомер и Мардж ехали на велосипеде в закат, теперь заканчиваются тем, что Гомер стреляет транквилизатором в шею Мардж. Сериал всё ещё смешной, но он не трогает уже много лет». Когда в 2007 году его спросили, как долго длится сериал, Скалли пошутил: «Умерьте свои стандарты качества. Как только вы это сделаете, вы сможете продолжать вечно».
Эл Джин, шоураннер «Симпсонов» с тринадцатого сезона, также был предметом критики, при этом некоторые утверждали, что качество мультсериала продолжало снижаться при его пребывании в должности. Бывшие сценаристы жаловались, что при Джине сериал «на автопилоте», «слишком сентиментален», а серии «просто выкручиваются». Некоторые критики считают, что сериал «идёт в упадок при Джине и больше не является действительно смешным». Джон Ортвед, автор книги «Симпсоны: Нецензурная, несанкционированная история», охарактеризовал эпоху Джина как «беззубую» и раскритиковал то, что он воспринял как увеличение социальных и политических комментариев сериала. Джин ответил: «Ну, возможно, мы отказались. Но, честно говоря, я был здесь всё время, и я помню, как во втором сезоне люди говорили: „Всё пошло под откос“. Если бы мы послушали это, мы бы остановились после 13-го эпизода. Я рад, что мы этого не сделали».
В 2004 году Гарри Ширер раскритиковал то, что он воспринял как снижение качества шоу: «Я оцениваю последние три сезона как одни из худших, поэтому четвёртый сезон теперь выглядит очень хорошо для меня». Дэн Кастелланета ответил: «Я не согласен, … Я думаю, что проблема Гарри в том, что сериал не так обоснован, как в первых трёх или четырёх сезонах, что он стало сумасшедшим или немного более безумным. Я думаю, что это органично меняется, чтобы оставаться свежим». Также в 2004 году автор Дуглас Коупленд описал заявления о снижении качества в сериале как «чушь», сказав: «„Симпсоны“ не путали мяч в течение четырнадцати лет, вряд ли они вряд ли будут путать его сейчас». В интервью в апреле 2006 года Грейнинг сказал: «Честно говоря, я не вижу конца. Я думаю, что возможно, что шоу станет слишком финансово громоздким… но сейчас шоу творчески, я думаю, так же хорошо или лучше, чем когда-либо. Анимация невероятно детализирована и творческая, сюжеты делают то, чего мы не делали раньше, творчески нет причин бросать».
В 2016 году писательница по культуре Анна Лешкевич предположила, что, несмотря на то, что «Симпсоны» по-прежнему имеют культурное значение, «современная привлекательность» относится только к «первым десяти или около того сезонам», при этом последние серии привлекают внимание мейнстрима только тогда, когда любимого персонажа золотой эпохи убивают, или когда для старых персонажей даются новая информация и шоковые повороты. Рейтинги сериала также снизились; в то время как в первом сезоне в США в среднем было 13,4 миллиона просмотров домохозяйств за серию, двадцать первый сезон имел в среднем 7,2 миллиона зрителей.
Алан Сепинуолл и Мэтт Золлер Зейтц в своей книге 2016 года под названием «Телевидение (Книга)» утверждали, что пиком «Симпсонов» являются «примерно сезоны 3-12», и что, несмотря на спад, серии из более поздних сезонов, такие как «Eternal Moonshine of the Simpson Mind» и «Holidays of Future Passed», можно считаться наравне с более ранними классическими сериями", далее заявляя, что «даже если вы сегодня хотите назвать сериал тонкой тенью своего прежнего „я“, подумайте о том, насколько великой должно было быть его прежнее „я“, чтобы такая уменьшившаяся версия вообще была доступна для просмотра».
В 2020 году писатель Uproxx Джош Курп заявил, что, хотя он согласен с мнением о том, что «Симпсоны» не так хороши, как раньше, это потому, что «он работал на уровне комедии и характеристик, которого никогда не было ни в одном сериале». Он чувствовал, что всё ещё есть много причин смотреть сериал, так как он «всё ещё способен на качественное телевидение и даже иногда на новую классику», и тот факт, что сериал был готов экспериментировать, приводя такие примеры, как привлечение приглашённых аниматоров, таких как Дон Херцфельдт и Сильвен Шоме, для создания диванных приколов, а также приглашённых сценаристов, таких как Сет Роген и Эван Голдберг, Пит Холмс и Меган Амрам для написания серий. В серии «I, Carumbus» сам сериал кивнёт на эти опасения в своей сцене после титров, где бог Юпитер отмечает, что «Определенно кажется, что он закончится… в любой день».
В интервью NME в 2021 году Джин сказал: «Люди, которые говорят, что „Симпсоны“ не так хороши, как раньше, я бы сказал, что думаю, что мир не так хорош, как раньше. Но мы снижаемся медленнее».

#### Расовые споры
Стереотипный характер персонажа Апу Нахасапимапетилона был предметом споров. Индийско-американский комик Хари Кондаболу заявил в своём документальном фильме «Проблема с Апу», что в детстве он был поклонником «Симпсонов» и любил Апу, но теперь он считает стереотипный характер персонажа хлопотным. Защитники персонажа ответили, что шоу построено на комичных стереотипах, а создатель Мэтт Грейнинг сказал: «Вот и есть природа карикатуры». Он добавил, что «гордится тем, что мы делаем на сериал», и «это время в нашей культуре, когда люди любят притворяться, что они обижены». В ответ на спор актёр озвучивания Апу, Хэнк Азария, сказал, что готов отказаться от своей роли Апу: «Самое главное — слушать южноазиатских людей, индийцев в этой стране, когда они говорят о том, что они чувствуют и как они думают об этом персонаже». В феврале 2020 года он подтвердил, что больше не будет озвучивать Апу. В то же время Грейнинг заявил, что персонаж останется.
Критика была упомянута в серии «No Good Read Goes Unpunished», когда Лиза ломает четвёртую стену и обращается к аудитории, говоря: «То, что началось десятилетия назад и было аплодировало и безобидно, теперь политически некорректно. Что ты можешь сделать?» на что Мардж отвечает: «Некоторые вопросы будут решены позже». Лиза добавляет: «Если вообще». Эта отсылка была прояснена тем фактом, что была фотография Апу в рамке с подписью на фотографии с надписью «У меня нет коровы, Апу», пьеса на фразу Барта «У меня нет коровы, чувак», а также тем фактом, что индусы не едят коров, так как они считаются священными. В октябре 2018 года сообщалось, что Апу будет убран, что Грейнинг отрицал.
26 июня 2020 года в свете различных протестов Black Lives Matter Fox объявила, что повторяющиеся цветные персонажи (Карл Карлсон и доктор Хибберт, среди прочих) больше не будет озвучиваться белыми актёрами. Начиная с 32-го сезона, Карл, чернокожий персонаж, первоначально озвученный Азарией, теперь озвучиваться чернокожим актёром Алексом Дезертом. Кроме того, Человек-шмель, испаноязычный латиноамериканский персонаж, также первоначально озвученный Азарией, теперь озвучивает мексикано-американский актёр Эрик Лопес, а доктор Хибберт, чернокожий персонаж, первоначально озвученный Гарри Ширером, теперь озвучен чернокожим актёром Кевином Майклом Ричардсоном.

#### В России
В России «Симпсоны» также неоднократно публично осуждались различными лицами. О своём недовольстве сериалом заявляли некоторые депутаты Государственной думы, которые считали, что «Симпсоны» переполнены «эпизодами насилия и агрессии и внедряют антагонизм между детьми и родителями».
С 2002 по 2005 год длился судебный процесс по иску адвоката И. А. Смыкова к компании «РЕН ТВ», в котором он требовал запретить показ «Симпсонов» и «Гриффинов», так как эти мультфильмы, по его мнению, «пропагандируют жестокость, насилие и гомосексуализм». Суд полностью отказал в удовлетворении этого иска, общественную поддержку также получили скорее «Симпсоны».
В 2008 году сериал стал участником ещё одного скандала, когда представители протестантских церквей России потребовали, чтобы лицензии на телевещание был лишён канал «2x2», специализирующийся на демонстрации различных анимационных сериалов. В ходе разбирательства прокуратура потребовала от канала приостановить показ ряда фильмов, в том числе и «Симпсонов», поскольку они «пропагандируют насилие, жестокость, порнографию и антиобщественное поведение». Это предписание было впоследствии отменено решением суда, но на некоторое время «Симпсоны» и 11 других сериалов были сняты с эфира канала «2x2». На защиту канала встали сами зрители, вышедшие в Москве и Санкт-Петербурге на митинги в поддержку «2x2» с плакатами, где были изображены герои «Симпсонов» и других популярных фильмов.
Единодушного осуждения «Симпсонов» не последовало не только со стороны общественности, но и со стороны религиозных организаций. Например, отзываясь об этом скандале, руководитель службы коммуникации Отдела внешних церковных связей Московского патриархата священник Михаил Прокопенко сказал: «Я бы не сказал, что абсолютно все мультфильмы, которые идут на телеканале „2x2“, являются безнравственными, вызывающими. Напротив, там есть мультфильмы, которые можно назвать даже христианскими, пропагандирующими семейные ценности — тот же мультсериал „Симпсоны“, который я, например, очень люблю».
С точки зрения философа Александра Секацкого, «Симпсоны» будут популярны до тех пор, пока к сериалу не угаснет интерес общественности, а критика его лишь подогревает:
Если вдуматься, то «Симпсоны», — это сверхмощный изоорганизм, вступивший в чрезвычайно успешный симбиоз с людьми. У этого мульт-репортажа, вроде бы, есть авторы — похоже, что первоисточником творческого семени был Мэтт Грейнинг — но детище давно вырвалось за пределы индивидуальной ответственности, оно овладело вниманием доброй половины мира и будет воспроизводить себя, пока это внимание не ослабеет.
В конце 2022 года на «2х2» были прекращены повторы старых сезонов, а также показ новых, а в начале 2023 года сериал пропал со всех российских онлайн-площадок также из-за истечения контракта со студией «Disney».
30 мая 2025 года митрополит Евгений назвал «Симпсоны» лучшим мультфильмом, потому что по словам митрополита там показана "любящая семья с тремя детьми".

#### В других странах
28 сентября 1998 года мультсериал начал транслироваться украинским телеканалом «СТБ» в российской озвучке телекомпании «РЕН ТВ». В 2004 году мультсериал вышел в украинском дубляже на музыкальном телеканале «M1».
В июне 2009 года Нацсовет Украины по вопросам телевидения и радиовещания обратился к руководителям всех украинских телеканалов с рекомендацией воздержаться от трансляции некоторых программ, фильмов и сериалов, которые нарушают законодательство Украины в сфере защиты общественной морали. Определённые ограничения коснулись и «Симпсонов». В 2010 году показ «Симпсонов» на украинском телевидении был возобновлён, но уже на телеканале «2+2». В 2012 году «Симпсоны» появились на телеканале «ПлюсПлюс». В 2013 году на канале «QTV» начали транслироваться новые серии. В 2015 году мультсериал появился на телеканале «ПравдаТУТ». С 2016 до 2021 года все сезоны мультсериала транслировались телеканалом «НЛО TV».

#### Реакция Ватикана
В декабре 2009 года официальная газета Ватикана L'Osservatore Romano охарактеризовала сюжеты «Симпсонов» как «реалистичные и умные». Признавая наличие в мультсериале грубых выражений, сцен насилия и религиозного невежества персонажей, газета отмечает, что благодаря «Симпсонам» взрослые вновь открыли для себя мультфильмы.

#### Тотальная критика отдельных серий
«Персональной» критике подвергся ряд отдельных серий «Симпсонов».
«A Streetcar Named Marge» (4 сезон, 2 серия)
Обиженные жители Нового Орлеана засыпали создателей сериала и американскую прессу гневными письмами и угрозами. Им не понравилось, что в серии участники спектакля спели про их город подобные слова — «Ещё до финального кубка и до игры всех святых, был город основан безумный, скопище всех больных. Новый Орлеан — дома для пиратов, пьяниц и шлюх. Новый Орлеан лавки для очень богатых. Хочешь в ад — тебе путь прямой, по Миссисипи и прямо домой. Новый Орлеан — крысы, отбросы, помойки и вонь. Новый Орлеан — ножи, пистолеты, вопли и стон». Создатели «Симпсонов» извинились перед разгневанными жителями того города следующим образом: в заставке следующей серии («Homer the Heretic») Барт много раз написал на школьной доске: «Я не буду оскорблять Новый Орлеан!»
«Homer's Enemy» (8 сезон, 23 серия)
Этот эпизод считается чрезмерно жестоким и мрачным. Когда эпизод был показан, многие поклонники почувствовали, что он был слишком мрачным, неостроумным и что Гомер изображался как чрезмерно невоспитанный. В комментариях к DVD Джош Вейнштейн сказал, что считает этот эпизод одной из самых спорных серий, которые он создавал, поскольку использован «острый, наблюдательный юмор, который не получил много поклонников». Вейнштейн также сказал о «конфликте поколений» — эпизод был первоначально подвергнут резкой критике зрителями, но в дальнейшем приобрёл много поклонников, число которых росло с каждым годом.
«Trash of the Titans» (9 сезон, 22 серия)
В этой серии, сначала участниками группы U2, а затем Монтгомери Бёрнсом, произносится жаргонное табуированное слово «wanker» («онанист»), что вызвало общественный скандал. Телеканал «Channel 4», показавший эпизод в дневное время, получил 31 жалобу от зрителей. Несмотря на это, серия получила премию «Эмми» в номинации «лучшая анимационная программа».
«No Good Read Goes Unpunished» (29 сезон, 15 серия)
В этой серии шоу ответило на критику стереотипного характера персонажа Апу, которая была подчёркнута в документальном фильме 2017 года «Проблема с Апу» индийско-американского комика Хари Кондаболу.
В серии Лиза ломает четвертую стену и обращается к аудитории со словами: «Нечто, что десятилетие назад считалось нормальным, сегодня — политически некорректно. Что же делать?» на что Мардж отвечает: «С чем-то будут разбираться позднее». Лиза добавляет: «Если будут». Ссылка была прояснена тем, что во время речи показывается фотография Апу в рамке с надписью «Не имейте корову, Апу» (англ. «Don't have a cow, Apu», отсылка к фразе Барта «Don’t have a cow man»), а также тот факт, что индусы не едят коров, поскольку они считаются священными. В октябре 2018 года стало известно, что персонаж Апу будет вычеркнут из сериала, однако продюсеры это опровергли.

## Шутки над современностью
Одной из характерных особенностей сериала является его актуальность, достигаемая методом пародийного отражения реальных предметов и явлений американской жизни, а также культурных, политических, этнографических и религиозных особенностей других стран. Практически в каждой серии присутствуют реально существующие компании, обычаи и личности; также часто обыгрываются атрибуты современной массовой культуры и привычки «среднего американца».
Среди наиболее характерных шуток такого рода можно назвать:
- Шутки над медиакомпанией «20th Century Fox». Несмотря на то, что студии принадлежат права на мультсериал, «Fox» в «Симпсонах» всегда упоминается в ироническом, пародийном или издевательском контексте (утверждается, например, что в будущем «Fox» превратится в порноканал — причём так постепенно, что Мардж этого даже не заметит; персонажи постоянно заявляют, что «Fox» является образчиком дурного вкуса и низкого качества телепрограмм; в нескольких сериях руководство телеканала показано сборищем некомпетентных бюрократов-самодуров, и тому подобное). В одной серии, когда Гомер опять начинает критиковать их вместе с Лизой, за кадром их начали приглушать голоса «фоксовцев» с поправками. Разумеется, это была шутка над шуткой. Также в одной из серий Гомер, используя голосовой поиск произносит фразу «полная чушь», и поисковик выдаёт ему «20th Century Fox». Традиция подшучивать над «20th Century Fox» перекочевала и в следующий сериал Мэтта Грейнинга: «Футураму». Сам создатель сериала появлялся в трёх эпизодах: в двух сериях он показал себя как несчастный художник, разорившийся на создании мультфильма и в ещё одном «Мальчик который знал слишком много» в роли художника судебных дел, где по ходу следствия и расследования рисует окружающих и ставит свою подпись.
- Шутки над национальными символами США. Так, в эпизоде с разоблачением (сезон 7 серия 23) Джебидаи Спрингфилда показывается, что белые звёзды размещены на флаге США просто из-за того, что ничего красивее в то время не смогли найти. Дедушка Симпсон рассказывает, что в первое время после иммиграции в США он жил внутри Статуи Свободы, пока она доверху не заполнилась мусором. В эпизоде «Moe’N’ Lisa» при исполнении американского гимна он кричит: «Выключите это хипповое дерьмо!» Традиционными объектами шуток являются также Белый дом, гора Рашмор, мемориал Линкольну, первый экземпляр Конституции США и так далее. В кабинете мэра Куимби орлан на гербе США вместо оливковой ветви и пучка стрел держит пачку денег и бокал мартини (S4E21). В одном из эпизодов (S7E23 — Much Apu About Nothing) показан никогда не существовавший флаг США — с 47 звёздами, с тем объяснением, что он был якобы принят, когда Нью-Мексико уже стал штатом, а Аризона ещё нет (то есть между 6 января и 14 февраля 1912 года). На самом же деле в описанный временной период действовал флаг 1908 года с 46 звёздами, поскольку новые были добавлены только 4 июля 1912 года, когда число штатов уже равнялось 48[385].
- Шутки над политиками, в особенности, над президентами США. Так, в разных эпизодах Гомер избивает Джорджа Буша, Билл Клинтон намекает Мардж на возможность их интимной встречи, а в эпизоде с поездкой на чемпионат по американскому футболу, когда Гомер и Мо, чтоб не сглазить, подносят пивную кружку ко рту при произнесении названия своей команды, организатор поездки делает то же при произнесении имени жены Клинтона — Хиллари; часто в сериях высмеиваются экс-президенты США Никсон и Картер. В личном фотоальбоме Гомера есть фотографии, где он дерётся и с первым президентом Бушем (что было показано в эпизоде «Два плохих соседа»), и со вторым (причём драка происходит непосредственно в Белом доме). Досталось также и российским политикам. В том же эпизоде «Два плохих соседа» можно увидеть Горбачёва, а Борис Ельцин упоминается как наивысшая степень алкогольного опьянения. Одним из героев первой серии 23 сезона культового мультсериала стал «украинский гангстер Виктор». Прототипом Виктора, судя по внешней схожести и поведении этого персонажа, стал бывший президент Украины Виктор Янукович. Виктор работает в солидном офисе в центре Киева, ходит с вооружёнными охранниками и пользуется советами помощника, который учит его пользоваться интернетом.
- Шутки над знаменитостями. Этот элемент составляет одну из ярчайших «изюминок» сериала. В его сюжетах часто принимают участие реальные личности, причём многие из них озвучивают сами себя. В каждом таком случае присутствие звезды подаётся в ироническом ключе (как правило, весьма неприятном). Например, инвалидная коляска Стивена Хокинга превратилась в футуристический агрегат с реактивными двигателями и встроенной боксёрской перчаткой, а знаменитый тенор Пласидо Доминго заискивающе просит у Гомера оценить его новые вокальные находки и получает уничижительный ответ. Когда Гомер открывает высокотехнологичную компанию (забыв придумать, чем же она будет заниматься), к нему тут же является Билл Гейтс с молодчиками и «на всякий случай» громит Гомеров стартап. В титрах кинофильмов, которые смотрят герои, можно прочитать имена известных актёров, которым приписывается исполнение несвойственных им или же просто дурацких ролей;
- Пародии на мировые известные бренды: игровая консоль «Funtendo Zii» — пародия на «Nintendo Wii»; веб-сайт «Oogle» — аналог поисковика «Google»; автомобиль «Molksmagen» — пародия на «Фольксваген», а «Lambargotti Fasterrossa» включает в себя марки «Ламборгини», «Бугатти» и «Феррари Тестаросса»[386]. Очень часты пародии на продукцию «Apple»: myPod (iPod), MyPhone (iPhone), MyBook (MacBook), MyMac (iMac) и myPad (iPad). В 24 сезоне 13 серии можно увидеть яблочный сок «Apple». Сама же корпорация «Apple» носит название «Mapple», а логотип заменён на яблоко, надкушенное с нескольких сторон. В «Симпсонах» также неоднократно появлялся Стив Джобс[387]. В эпизоде «Catch ’Em If You Can» Гомер и Барт демонстрируют украденные у Неда и Рода Фландерсов кредитные карты «VIZA» (см. VISA). В 21 сезоне 8 серии Барт выкидывает конфеты «Tac Tic» (см. «Tic Tac»). Появляется эротический журнал «Playdude» (см. Playboy) и настольная игра «Duopoly» (см. Монополия), а также «BLOCKO», «YBOX» и «Medal of Duty» (отсылка к двум играм: Call of Duty и Medal of Honor).

## Другие медиа

### Комиксы
На протяжении многих лет по «Симпсонам» были выпущены многочисленные комиксы. Девять серий комиксов были опубликованы Bongo Comics с 1993 года. Первые комиксы, основанные на «Симпсонах», появились в 1991 году в журнале Simpsons Illustrated. Комиксы были популярны, и в 1993 году для поклонников был выпущен одноразовый комикс под названием Simpsons Comics and Stories, содержащий четыре разные истории. Книга имела успех, и благодаря этому Мэтт Грейнинг и его спутники Билл Моррисон, Майк Роте, Стив Вэнс и Синди Вэнс создали издательскую компанию Bongo Comics. Выпуски комиксов, Bart Simpson’s Treehouse of Horror и Bart Simpson были изданы в бумажных обложках в США компанией HarperCollins.

### Полнометражный мультфильм

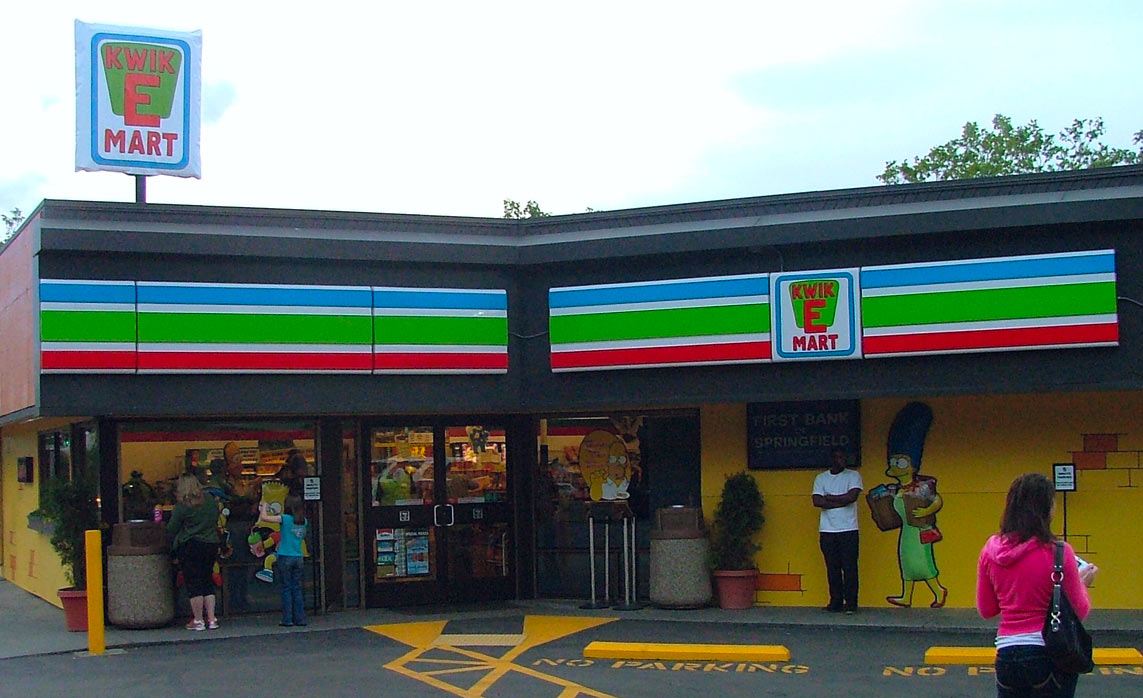
Магазин 7-Eleven в Сиэтле, превращённый в Kwik-E-Mart, как часть рекламной кампании «Симпсонов в кино»

20th Century Fox и Gracie Films сняли «Симпсонов в кино», анимационный фильм, который был выпущен 27 июля 2007 года. Фильм был снят Дэвидом Силверманом и по сценарию команды сценаристов «Симпсонов», состоящей из Мэтта Грейнинга, Джеймса Л. Брукса, Эла Джина, Джорджа Мейера, Майка Рейсса, Джона Шварцвелдера, Джона Витти, Дэвида Миркина, Майка Скалли, Мэтта Селмана и Иэна Мэкстон-Грехема. Производство фильма происходило наряду с продолжением написания сериала, несмотря на давние заявления тех, кто участвовал в производстве сериала, что производство фильма начнётся только после завершения сериала. С первых сезонов сериала говорили о возможном полнометражном мультфильме. Первоначально Джеймс Л. Брукс думал, что для фильма подходит сюжет серии «Лагерь Красти», но он столкнулся с трудностями при попытке расширить сценарий до полнометражного. В течение длительного времени проект задерживали такие трудности, как отсутствие подходящего сюжета и уже полностью занятая команда сценаристов.
10 августа 2018 года 20th Century Fox объявила о разработке продолжения.

### Музыка
Коллекции оригинальной музыки, представленной в сериале, были выпущены на альбомах Songs in the Key of Springfield, Go Simpsonic with The Simpsons и The Simpsons: Testify. Несколько песен были записаны с целью выхода сингла или альбома и не были представлены в сериале. Альбом The Simpsons Sing the Blues был выпущен в сентябре 1990 года и имел успех, достигнув 3-го места в Billboard 200 и получив 2-кратную платиновую сертификациию Американской ассоциации звукозаписывающий компаний. Первым синглом альбома была поп-рэп-песня «Do the Bartman», исполненная Нэнси Картрайт и выпущенная 20 ноября 1990 года. Песня была написана Майклом Джексоном, хотя он не получил упоминания в титрах. The Yellow Album был выпущен в 1998 году, но получил негативные отзывы и не попал ни в одну страну.

### The SimpsonsRide
В 2007 году было официально объявлено, что The Simpsons Ride, симулятор, будет реализован в Universal Studios Orlando и Universal Studios Hollywood. Он официально открылся 15 мая 2008 года во Флориде и 19 мая в Голливуде. Во время поездки посетители знакомятся с тематическим парком мультфильмов под названием Krustyland, построенным клоуном Красти. Тем не менее Сайдшоу Боб освобождён из тюрьмы, чтобы отомстить Красти и семье Симпсонов. В нём представлено более 24 персонажей из мультсериала и голоса умерших актёров, а также Памелы Хейден, Расси Тейлор и Келси Грэммер. Гарри Ширер не участвовал в поездке, поэтому ни у одного из его персонажей нет вокальных партий.

### Игры
Было разработано множество видеоигр, основанных на мультсериале. Некоторыми из ранних игр являются аркадная игру Konami The Simpsons и The Simpsons: Bart vs. the Space Mutants от Acclaim Entertainment. Более современными играми являются The Simpsons: Road Rage, The Simpsons: Hit & Run и The Simpsons Game. Electronic Arts, которая разработала The Simpsons Game, владеет эксклюзивными правами на создание игр на основе сериала с 2005 года. В 2010 году они выпустили игру под названием The Simpsons Arcade для iOS. Ещё одна мобильная игра, выпущенная EA, Tapped Out, была выпущена в 2012 году для пользователей iOS и в 2013 году на Android и Kindle. Были выпущены две пинбол-машины по «Симпсонам»: одна, который был доступен ненадолго после первого сезона, а другой в 2007 году, производство машин прекратилось.

## Товары
Популярность мультсериала сделала его индустрией мерчандайзинга на миллиард долларов. Основная семья и второстепенные персонажи появляются на всех товарах, от футболок до плакатов. «Симпсоны» использовались в качестве темы для специальных выпусков известных настольных игр, включая Clue, скрэббл, монополию, операцию и The Game of Life, а также прочие игры What Would Would Homer Do? и The Simpsons Jeopardy!. Также было выпущено несколько карточных игр, таких как козыри и коллекционная карточная игра. Было опубликовано много официальных или неофициальных книг по «Симпсонам», таких как руководства по сериям. Многие серии шоу выпущены на DVD и VHS на протяжении многих лет. Когда первый сезон DVD был выпущен в 2001 году, он быстро стал самым продаваемым телевизионным DVD в истории, хотя позже его обогнал первый сезон «Шоу Шаппелла». С первого по семнадцатый сезоны были выпущены на DVD в течение 13 лет с сентября 2001 года по декабрь 2014 года в США/Канаде (Регион 1), Европе (Регион 2) и Австралии/Новой Зеландии/Латинской Америке (Регион 4). Тем не менее 8 апреля 2015 года Эл Джин объявил, что DVD 17-го сезона будет последним из когда-либо выпущенных, оставив коллекцию с 1 по 17 сезоны, сезон 20 (выпущенный вне порядка в 2010 году), а также 18, 19, 21 сезоны и далее не выпущены. Джин также заявил, что удалённые сцены и комментарии будут выпущены в приложении Simpsons World, и что они настаивают на расширении Simpsons World за пределами США. Два года спустя 22 июля 2017 года, было объявлено, что 18-й сезон будет выпущен 5 декабря 2017 года на DVD. Ещё два года спустя, 20 июля 2019 года, было объявлено, что 19-й сезон будет выпущен 3 декабря 2019 года на DVD.
В 2003 году около 500 компаний по всему миру получили лицензию на использование персонажей мультсериала в своей рекламе. В качестве рекламы «Симпсонов в кино» двенадцать магазинов 7-Eleven были преобразованы в Kwik-E-Mart и продавали продукты, связанные с «Симпсонами». К ним относятся «Buzz Cola», хлопья «Krusty-O», розовые пончики с посыпкой и «Squishees».
В 2008 году потребители по всему миру потратили 750 миллионов долларов на товары, связанные с «Симпсонами», половина из которых поступила из США. К 2009 году 20th Century Fox значительно увеличила усилия по мерчандайзингу. 9 апреля 2009 года Почтовая служба США представила серию из пяти 44-центовых марок с изображением Гомера, Мардж, Барта, Лизы и Мэгги в ознаменование двадцатой годовщины сериала. Симпсоны — первый телесериал, который всё ещё находится в производстве, получивший это признание. Марки, разработанные Мэттом Грейнингом, были доступны для покупки 7 мая 2009 года. Было напечатано около одного миллиарда, но было продано только 318 миллионов, что обошлось Почтовой службе в 1,2 миллиона долларов.